# Élections départementales de 2021 dans les Hautes-Pyrénées
Les élections départementales dans les Hautes-Pyrénées ont lieu les 20 et 27 juin 2021 afin d'en renouveler pour six ans les conseillers départementaux.

## Contexte départemental

### Assemblée départementale sortante
Avant les élections, le conseil départemental des Hautes-Pyrénées est présidé par Michel Pélieu (PRG). 
Il comprend 34 conseillers départementaux issus des 17 cantons des Hautes-Pyrénées. 
| Président du conseil départemental   |       |       |      |                                       |
| Michel Pélieu (PRG)                  |       |       |      |                                       |
| Parti                                | Sigle | Sigle | Élus | Groupes                               |
| Majorité (26 sièges)                 |       |       |      |                                       |
| Parti radical de gauche              |       | PRG   | 13   | Radical et apparentés                 |
| Parti socialiste                     |       | PS    | 7    | Socialiste et apparentées             |
| La République en marche              |       | LREM  | 4    | La République en marche et apparentés |
| Parti communiste français            |       | PCF   | 2    | Communistes - Front de gauche         |
| Opposition (8 sièges)                |       |       |      |                                       |
| Les Républicains                     |       | LR    | 2    | Indépendants et territoires           |
| Divers droite                        |       | DVD   | 2    | Indépendants et territoires           |
| Mouvement radical                    |       | MR    | 1    | Indépendants et territoires           |
| Union des démocrates et indépendants |       | UDI   | 1    | Indépendants et territoires           |
| Les Républicains                     |       | LR    | 2    | Entente républicaine                  |

## Système électoral
Les élections ont lieu au scrutin majoritaire binominal à deux tours. Le système est paritaire : les candidatures sont présentées sous la forme d'un binôme composé d'une femme et d'un homme avec leurs suppléants (une femme et un homme également).
Pour être élu au premier tour, un binôme doit obtenir la majorité absolue des suffrages exprimés et un nombre de suffrages au moins égal à 25 % des électeurs inscrits. Si aucun binôme n'est élu au premier tour, seuls peuvent se présenter au second tour les binômes qui ont obtenu un nombre de suffrages au moins égal à 12,5 % des électeurs inscrits, sans possibilité pour les binômes de fusionner. Est élu au second tour le binôme qui obtient le plus grand nombre de voix.

## Résultats à l'échelle du département

### Résultats par nuances

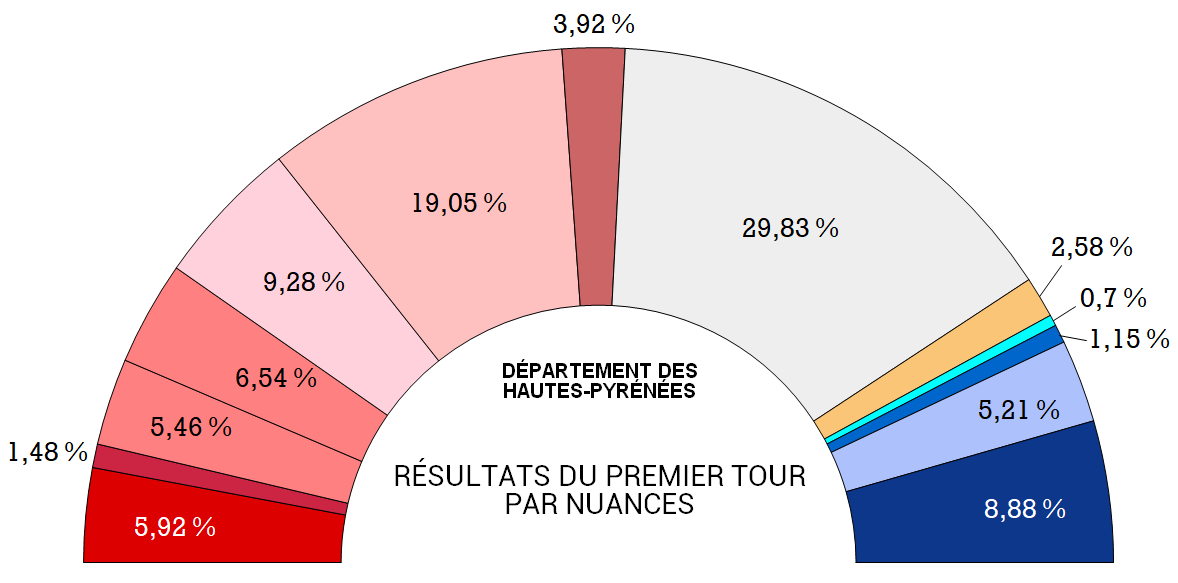
Graphique présentant les résultats du premier tour par nuances.

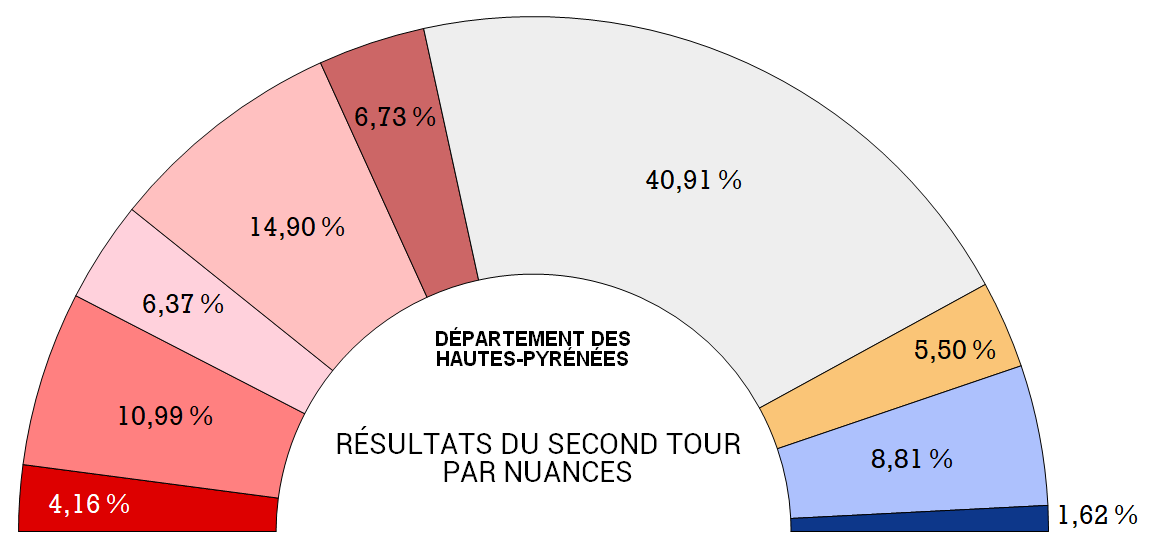
Graphique présentant les résultats du second tour par nuances.

| Binômes                  | Binômes                             | Binômes                  | Premier tour | Premier tour | Premier tour | Second tour | Second tour | Second tour | Total | +/-             |
| Binômes                  | Binômes                             | Binômes                  | Voix         | %            | Sièges       | Voix        | %           | Sièges      | Total | +/-             |
| ------------------------ | ----------------------------------- | ------------------------ | ------------ | ------------ | ------------ | ----------- | ----------- | ----------- | ----- | --------------- |
|                          | Parti communiste français           | COM                      | 3 846        | 5,92         | 0            | 2 003       | 4,16        | 2           | 2     | en stagnation   |
|                          | La France insoumise                 | FI                       | 961          | 1,48         | 0            |             |             |             | 0     | en stagnation   |
|                          | Parti socialiste                    | SOC                      | 3 547        | 5,46         | 0            | 5 294       | 10,99       | 2           | 2     | en diminution   |
|                          | Union à gauche                      | UG                       | 4 250        | 6,54         | 2            |             |             |             | 2     | en diminution   |
|                          | Parti radical de gauche             | RDG                      | 6 029        | 9,28         | 2            | 3 070       | 6,37        | 2           | 4     | en diminution   |
|                          | Divers gauche                       | DVG                      | 12 372       | 19,05        | 2            | 7 180       | 14,90       | 2           | 4     | en augmentation |
|                          | Union à gauche avec des écologistes | UGE                      | 2 543        | 3,92         | 0            | 3 244       | 6,73        | 0           | 0     | -               |
|                          | Divers                              | DIV                      | 19 372       | 29,83        | 2            | 19 709      | 40,91       | 12          | 14    | en augmentation |
|                          | Divers centre                       | DVC                      | 1 673        | 2,58         | 0            | 2 650       | 5,50        | 2           | 2     | -               |
|                          | Union au centre et à droite         | UCD                      | 457          | 0,70         | 0            |             |             |             | 0     | en diminution   |
|                          | Les Républicains                    | LR                       | 747          | 1,15         | 0            | 0           | -           |             |       |                 |
|                          | Divers droite                       | DVD                      | 3 381        | 5,21         | 0            | 4 243       | 8,81        | 4           | 4     | en stagnation   |
|                          | Rassemblement national              | RN                       | 5 764        | 8,88         | 0            | 779         | 1,62        | 0           | 0     | en stagnation   |
|                          |                                     |                          |              |              |              |             |             |             |       |                 |
| Suffrages exprimés       | Suffrages exprimés                  | Suffrages exprimés       | 64 942       | 93,36        |              | 48 172      | 91,12       |             |       |                 |
| Votes blancs             | Votes blancs                        | Votes blancs             | 2 797        | 4,02         | 2 854        | 5,40        |             |             |       |                 |
| Votes nuls               | Votes nuls                          | Votes nuls               | 1 823        | 2,62         | 1 841        | 3,48        |             |             |       |                 |
| Total                    | Total                               | Total                    | 69 562       | 100          | 8            | 52 867      | 100         | 26          | 34    | en stagnation   |
| Abstentions              | Abstentions                         | Abstentions              | 106 699      | 60,53        |              | 79 549      | 60,08       |             |       |                 |
| Inscrits / participation | Inscrits / participation            | Inscrits / participation | 176 261      | 39,47        | 132 416      | 39,92       |             |             |       |                 |

### Élus par canton
Le tableau ci-après rappelle les conseillers sortants et reporte les conseillers élus, canton par canton :
| Canton                             | Conseiller sortant     | Parti | Parti | Conseiller élu          | Parti | Parti |
| ---------------------------------- | ---------------------- | ----- | ----- | ----------------------- | ----- | ----- |
| Aureilhan                          | Jean Glavany           |       | PS    | Yannick Boubée          |       | PS    |
| Aureilhan                          | Geneviève Isson        |       | PS    | Geneviève Isson         |       | PS    |
| Bordères-sur-l'Échez               | Jean Buron             |       | PCF   | Jean Buron              |       | PCF   |
| Bordères-sur-l'Échez               | Andrée Souquet         |       | PCF   | Andrée Souquet          |       | PCF   |
| Les Coteaux                        | Monique Lamon          |       | PRG   | Monique Lamon           |       | PRG   |
| Les Coteaux                        | Bernard Verdier        |       | LREM  | Bernard Verdier         |       | LREM  |
| La Haute-Bigorre                   | Jacques Brune          |       | LREM  | Pierre Brau-Nogué       |       | DVG   |
| La Haute-Bigorre                   | Nicole Darrieutort     |       | PRG   | Nicole Darrieutort      |       | PRG   |
| Lourdes-1                          | Adeline Ayela          |       | LR    | Évelyne Laborde         |       | DVG   |
| Lourdes-1                          | José Marthe            |       | LR    | Thierry Lavit           |       | DVG   |
| Lourdes-2                          | Josette Bourdeu        |       | PRG   | Stéphane Peyras         |       | DVG   |
| Lourdes-2                          | Bruno Vinuales         |       | PRG   | Marie Plane             |       | DVG   |
| Moyen Adour                        | Isabelle Loubradou     |       | PS    | Geneviève Quertaimont   |       | DVD   |
| Moyen Adour                        | Jean-Christian Pedeboy |       | PRG   | Jean-Michel Ségneré     |       | LR    |
| Neste, Aure et Louron              | Maryse Beyrié          |       | PS    | Maryse Beyrié           |       | PS    |
| Neste, Aure et Louron              | Michel Pélieu          |       | PRG   | Michel Pélieu           |       | PRG   |
| Ossun                              | Georges Astuguevieille |       | DVD   | Marc Begorre            |       | DVG   |
| Ossun                              | Catherine Villegas     |       | DVD   | Marie-Françoise Prugent |       | DVG   |
| Tarbes-1                           | Frédéric Laval         |       | LREM  | Frédéric Laval          |       | LREM  |
| Tarbes-1                           | Virginie Siani Wembou  |       | LREM  | Virginie Siani Wembou   |       | LREM  |
| Tarbes-2                           | Gilles Craspay         |       | MR    | Gilles Craspay          |       | MR    |
| Tarbes-2                           | Andrée Doubrère        |       | LR    | Andrée Doubrère         |       | LR    |
| Tarbes-3                           | Laurence Ancien        |       | UDI   | Laurence Ancien         |       | UDI   |
| Tarbes-3                           | David Larrazabal       |       | LR    | David Larrazabal        |       | LR    |
| Val d'Adour-Rustan-Madiranais      | Christiane Autigeon    |       | PS    | Frédéric Ré             |       | DVG   |
| Val d'Adour-Rustan-Madiranais      | Jean Guilhas           |       | PS    | Véronique Thirault      |       | DVG   |
| La Vallée de l'Arros et des Baïses | Joëlle Abadie          |       | PS    | Joëlle Abadie           |       | PS    |
| La Vallée de l'Arros et des Baïses | André Fourcade         |       | PRG   | Nicolas Datas-Tapie     |       | DVG   |
| La Vallée de la Barousse           | Laurent Lages          |       | PRG   | Laurent Lages           |       | PRG   |
| La Vallée de la Barousse           | Pascale Peraldi        |       | PRG   | Pascale Peraldi         |       | PRG   |
| La Vallée des Gaves                | Louis Armary           |       | PRG   | Louis Armary            |       | PRG   |
| La Vallée des Gaves                | Chantal Robin-Rodrigo  |       | PRG   | Maryse Carrère          |       | PRG   |
| Vic-en-Bigorre                     | Isabelle Lafourcade    |       | PRG   | Isabelle Lafourcade     |       | PRG   |
| Vic-en-Bigorre                     | Bernard Poublan        |       | PRG   | Bernard Poublan         |       | PRG   |

## Résultats par canton
Ci-après, la liste des 59 binômes de candidats,,, ainsi que les résultats obtenus.

### Canton d'Aureilhan

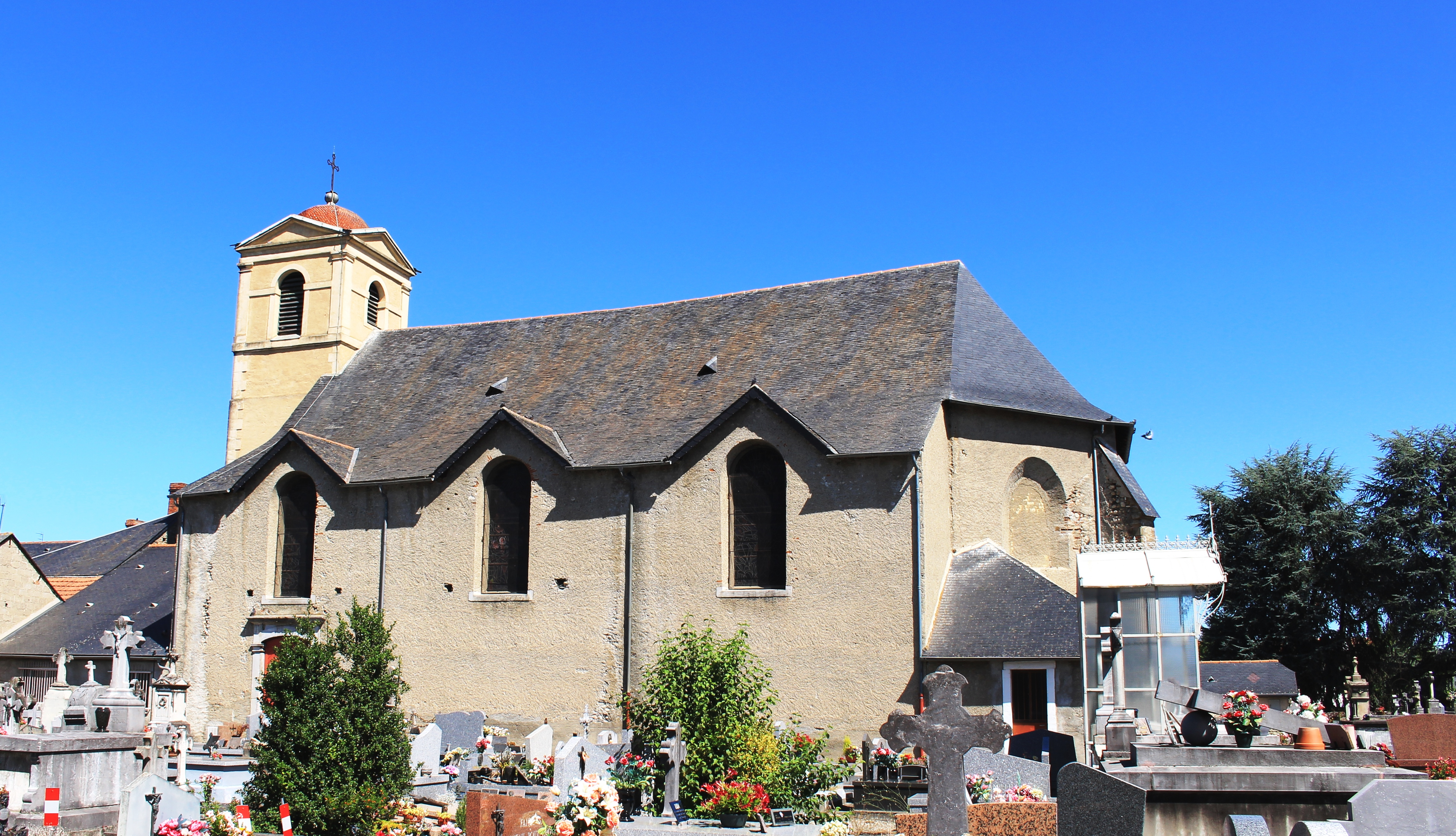
La commune d'Aureilhan (ici, son église) est la commune plus peuplée du canton éponyme.

- Conseillers sortants : Jean Glavany et Geneviève Isson (PS).
- Population légale en 2018 : 15 924 habitants.
- Nombre de communes : 3

| Candidats                | Candidats                | Partis                   | Nuance                   | Premier tour | Premier tour | Second tour | Second tour |
| Candidats                | Candidats                | Partis                   | Nuance                   | Voix         | %            | Voix        | %           |
| ------------------------ | ------------------------ | ------------------------ | ------------------------ | ------------ | ------------ | ----------- | ----------- |
|                          | Yannick Boubée           | PS                       | SOC                      | 1 687        | 43,25        | 3 108       | 100         |
|                          | Geneviève Isson,         | PS                       | SOC                      | 1 687        | 43,25        | 3 108       | 100         |
|                          | Erick Barrouquere-Theil  | PCF                      | COM                      | 654          | 16,76        | Retrait,    | Retrait,    |
|                          | Danièle Coronado         | PCF                      | COM                      | 654          | 16,76        | Retrait,    | Retrait,    |
|                          | Emmanuelle Gérold        | RN                       | RN                       | 614          | 15,74        |             |             |
|                          | Louis Jacquet            | RN                       | RN                       | 614          | 15,74        |             |             |
|                          | Corinne Brun             | LR                       | UCD                      | 457          | 11,71        |             |             |
|                          | Philippe Evon            | LR                       | UCD                      | 457          | 11,71        |             |             |
|                          | Yves Carrié              | EÉLV                     | UGE                      | 410          | 10,51        |             |             |
|                          | Claire Tareau            | G.s                      | UGE                      | 410          | 10,51        |             |             |
|                          | Élodie Lavigne           | DVG                      | DVG                      | 79           | 2,03         |             |             |
|                          | Will Nyamat              | DVG                      | DVG                      | 79           | 2,03         |             |             |
|                          |                          |                          |                          |              |              |             |             |
| Suffrages exprimés       | Suffrages exprimés       | Suffrages exprimés       | Suffrages exprimés       | 3 901        | 96,01        | 3 108       | 78,47       |
| Votes blancs             | Votes blancs             | Votes blancs             | Votes blancs             | 97           | 2,39         | 633         | 15,98       |
| Votes nuls               | Votes nuls               | Votes nuls               | Votes nuls               | 65           | 1,60         | 220         | 5,55        |
| Total                    | Total                    | Total                    | Total                    | 4 063        | 100          | 3 961       | 100         |
| Abstention               | Abstention               | Abstention               | Abstention               | 7 769        | 65,66        | 7 869       | 66,52       |
| Inscrits / participation | Inscrits / participation | Inscrits / participation | Inscrits / participation | 11 832       | 34,34        | 11 830      | 33,48       |

### Canton de Bordères-sur-l'Échez

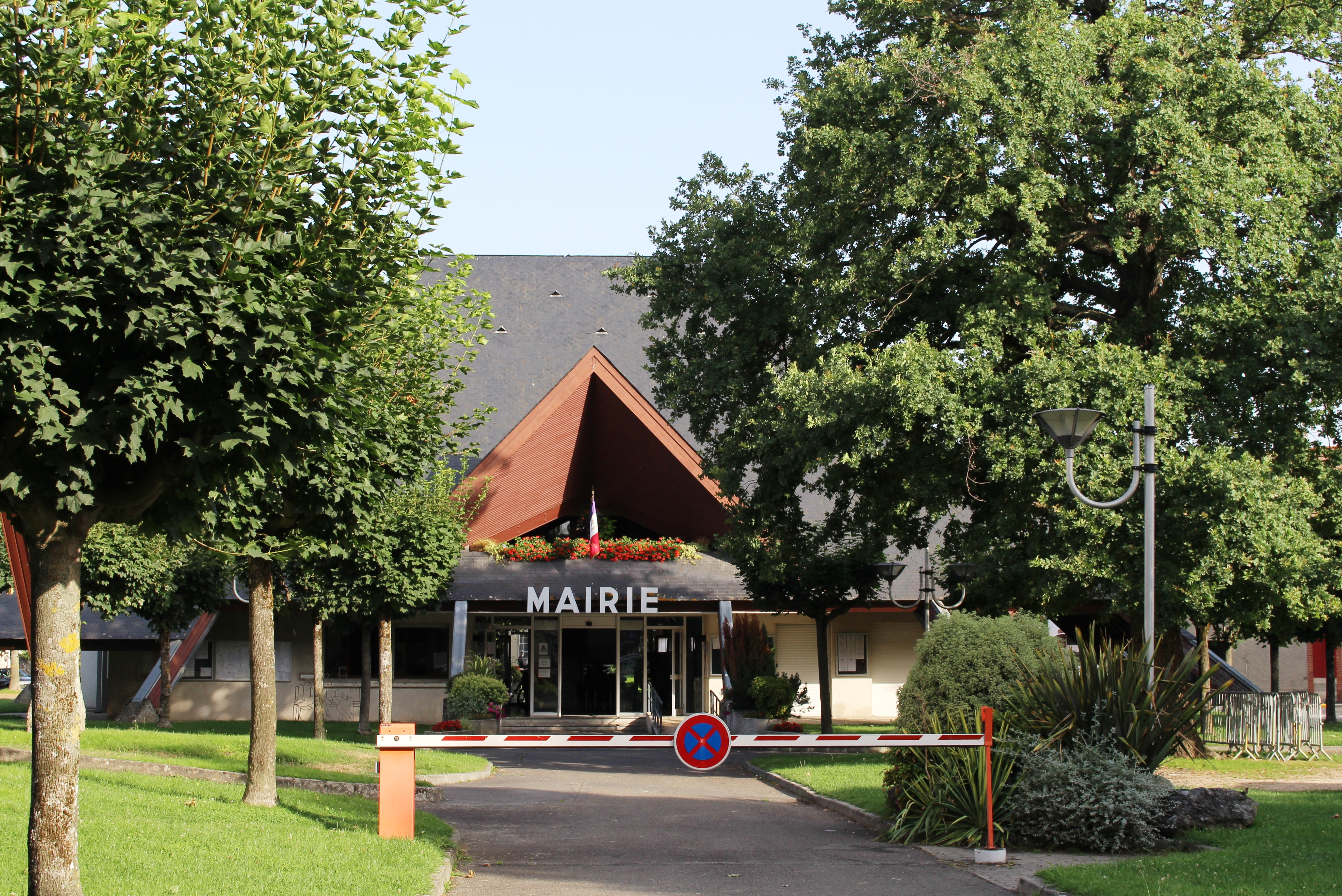
Bordères-sur-l'Échez (ici, sa mairie), est le bureau centralisateur du canton du même nom.

- Conseillers sortants : Jean Buron et Andrée Souquet (PCF).
- Population légale en 2018 : 14 447 habitants.
- Nombre de communes : 7

| Candidats                | Candidats                | Partis                   | Nuance                   | Premier tour | Premier tour | Second tour | Second tour |
| Candidats                | Candidats                | Partis                   | Nuance                   | Voix         | %            | Voix        | %           |
| ------------------------ | ------------------------ | ------------------------ | ------------------------ | ------------ | ------------ | ----------- | ----------- |
|                          | Jean Buron,              | PCF                      | COM                      | 1 694        | 45,69        | 2 003       | 52,42       |
|                          | Andrée Souquet,          | PCF                      | COM                      | 1 694        | 45,69        | 2 003       | 52,42       |
|                          | Michelle Riquelme        | DVD                      | DIV                      | 1 292        | 34,84        | 1 818       | 47,58       |
|                          | Guillaume Rossic         | DVD                      | DIV                      | 1 292        | 34,84        | 1 818       | 47,58       |
|                          | Dominique Degny          | RN                       | RN                       | 722          | 19,47        |             |             |
|                          | Franck Padioleau         | RN                       | RN                       | 722          | 19,47        |             |             |
|                          |                          |                          |                          |              |              |             |             |
| Suffrages exprimés       | Suffrages exprimés       | Suffrages exprimés       | Suffrages exprimés       | 3 708        | 95,00        | 3 821       | 92,01       |
| Votes blancs             | Votes blancs             | Votes blancs             | Votes blancs             | 124          | 3,18         | 203         | 4,89        |
| Votes nuls               | Votes nuls               | Votes nuls               | Votes nuls               | 71           | 1,82         | 129         | 3,11        |
| Total                    | Total                    | Total                    | Total                    | 3 903        | 100          | 4 153       | 100         |
| Abstention               | Abstention               | Abstention               | Abstention               | 7 240        | 64,97        | 6 991       | 62,73       |
| Inscrits / participation | Inscrits / participation | Inscrits / participation | Inscrits / participation | 11 143       | 35,03        | 11 144      | 37,27       |

### Canton des Coteaux

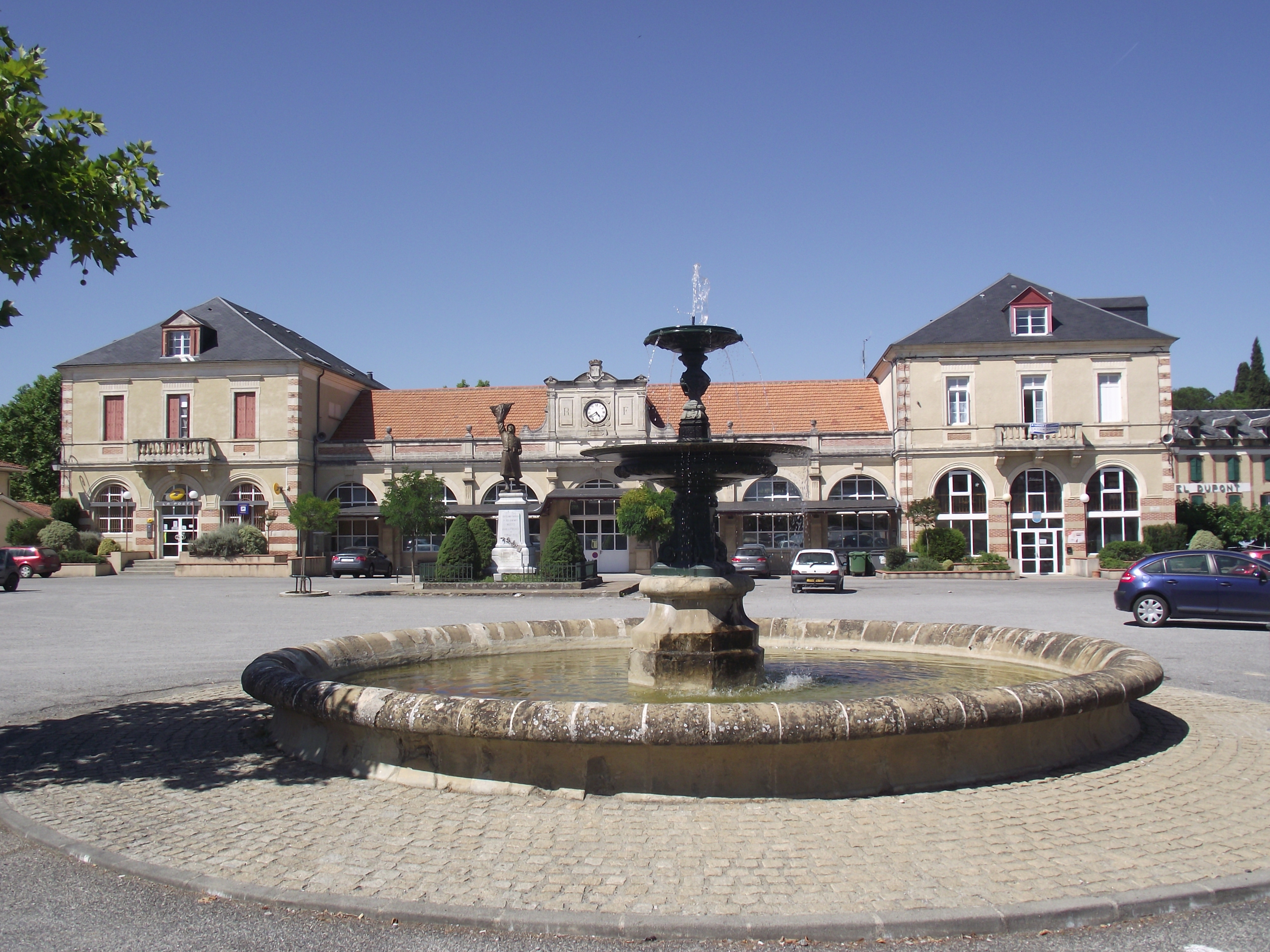
La commune de Castelnau-Magnoac (ici, la place de l'Estelette) fait partie du canton des Coteaux.

- Conseillers sortants : Monique Lamon et Bernard Verdier (PRG et LREM ).
- Population légale en 2018 : 11 887 habitants.
- Nombre de communes : 77

| Candidats                | Candidats                | Partis                   | Nuance                   | Premier tour | Premier tour | Second tour | Second tour |
| Candidats                | Candidats                | Partis                   | Nuance                   | Voix         | %            | Voix        | %           |
| ------------------------ | ------------------------ | ------------------------ | ------------------------ | ------------ | ------------ | ----------- | ----------- |
|                          | Monique Lamon            | PRG                      | DIV                      | 2 339        | 53,52        | 2 492       | 51,60       |
|                          | Bernard Verdier          | LREM                     | DIV                      | 2 339        | 53,52        | 2 492       | 51,60       |
|                          | Sabine Cha               | app PCF                  | DVG                      | 2 031        | 46,48        | 2 337       | 48,40       |
|                          | Jean-Pierre Grasset      | app PCF                  | DVG                      | 2 031        | 46,48        | 2 337       | 48,40       |
|                          |                          |                          |                          |              |              |             |             |
| Suffrages exprimés       | Suffrages exprimés       | Suffrages exprimés       | Suffrages exprimés       | 4 370        | 92,98        | 4 829       | 94,82       |
| Votes blancs             | Votes blancs             | Votes blancs             | Votes blancs             | 193          | 4,11         | 153         | 3,00        |
| Votes nuls               | Votes nuls               | Votes nuls               | Votes nuls               | 137          | 2,91         | 111         | 2,18        |
| Total                    | Total                    | Total                    | Total                    | 4 700        | 100          | 5 093       | 100         |
| Abstention               | Abstention               | Abstention               | Abstention               | 4 861        | 50,84        | 4 468       | 46,73       |
| Inscrits / participation | Inscrits / participation | Inscrits / participation | Inscrits / participation | 9 561        | 49,16        | 9 561       | 53,27       |

### Canton de la Haute-Bigorre

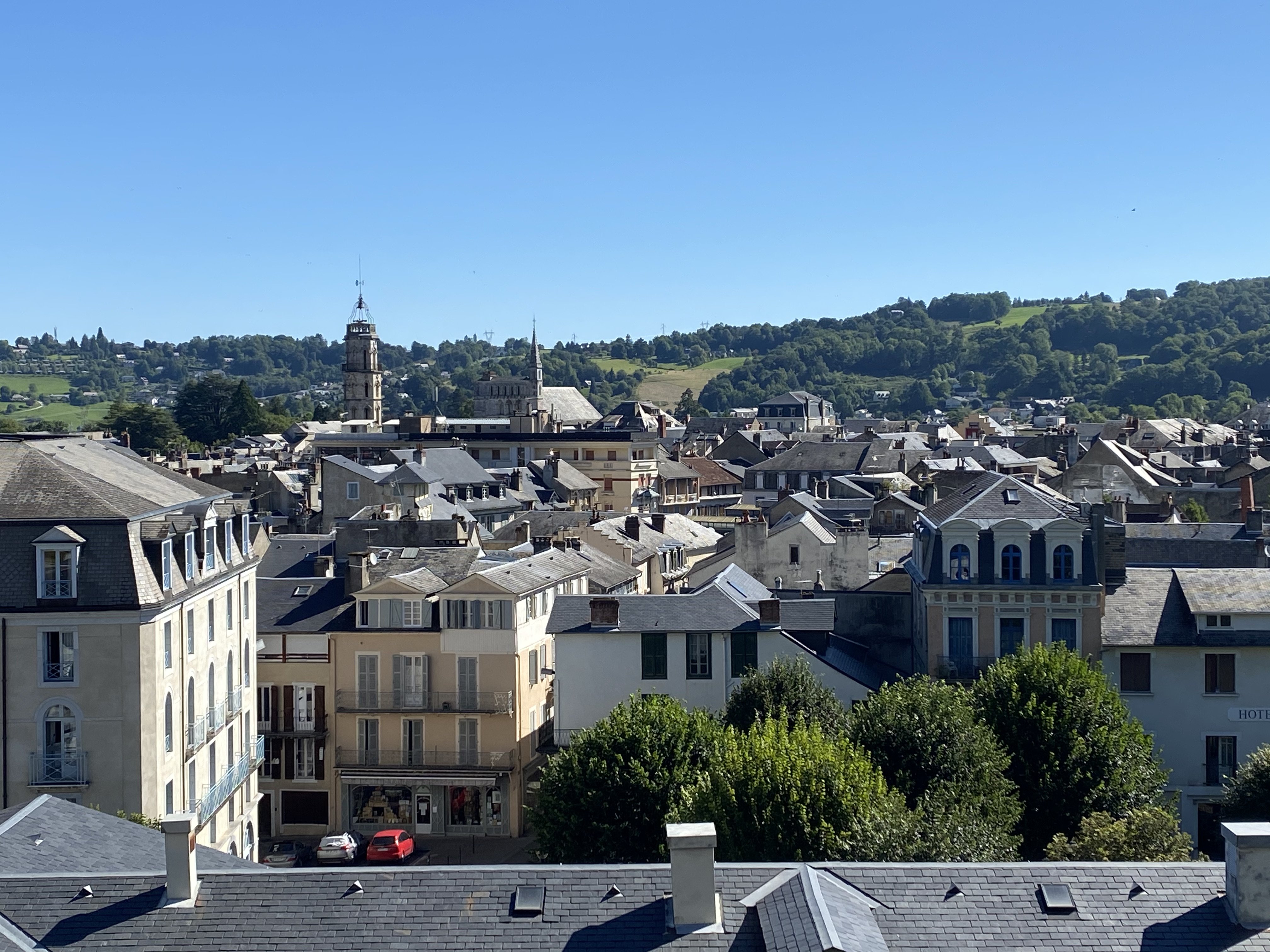
Bagnères-de-Bigorre est le bureau centralisateur du canton de la Haute-Bigorre.

- Conseillers sortants : Jacques Brune et Nicole Darrieutort (LREM et PRG).
- Population légale en 2018 : 14 809 habitants.
- Nombre de communes : 14

| Candidats                | Candidats                | Partis                   | Nuance                   | Premier tour | Premier tour | Second tour | Second tour |
| Candidats                | Candidats                | Partis                   | Nuance                   | Voix         | %            | Voix        | %           |
| ------------------------ | ------------------------ | ------------------------ | ------------------------ | ------------ | ------------ | ----------- | ----------- |
|                          | Pierre Brau-Nogué        | DVG                      | DIV                      | 1 885        | 39,17        | 2 734       | 55,55       |
|                          | Nicole Darrieutort       | PRG                      | DIV                      | 1 885        | 39,17        | 2 734       | 55,55       |
|                          | Christelle Abadie        | LREM                     | DIV                      | 1 585        | 32,94        | 2 188       | 44,45       |
|                          | Jacques Brune            | LREM                     | DIV                      | 1 585        | 32,94        | 2 188       | 44,45       |
|                          | Sylvette Le Moal         | PCF                      | DVG                      | 686          | 14,26        |             |             |
|                          | Stéphane Toujas          | PCF                      | DVG                      | 686          | 14,26        |             |             |
|                          | Victoria Klotz           | LFI                      | UG                       | 656          | 13,63        |             |             |
|                          | Michel Lyonne            | G.s                      | UG                       | 656          | 13,63        |             |             |
|                          |                          |                          |                          |              |              |             |             |
| Suffrages exprimés       | Suffrages exprimés       | Suffrages exprimés       | Suffrages exprimés       | 4 812        | 93,91        | 4 922       | 89,54       |
| Votes blancs             | Votes blancs             | Votes blancs             | Votes blancs             | 168          | 3,28         | 337         | 6,13        |
| Votes nuls               | Votes nuls               | Votes nuls               | Votes nuls               | 144          | 2,81         | 238         | 4,33        |
| Total                    | Total                    | Total                    | Total                    | 5 124        | 100          | 5 497       | 100         |
| Abstention               | Abstention               | Abstention               | Abstention               | 7 330        | 58,86        | 6 941       | 55,80       |
| Inscrits / participation | Inscrits / participation | Inscrits / participation | Inscrits / participation | 12 454       | 41,14        | 12 438      | 44,20       |

### Canton de Lourdes-1

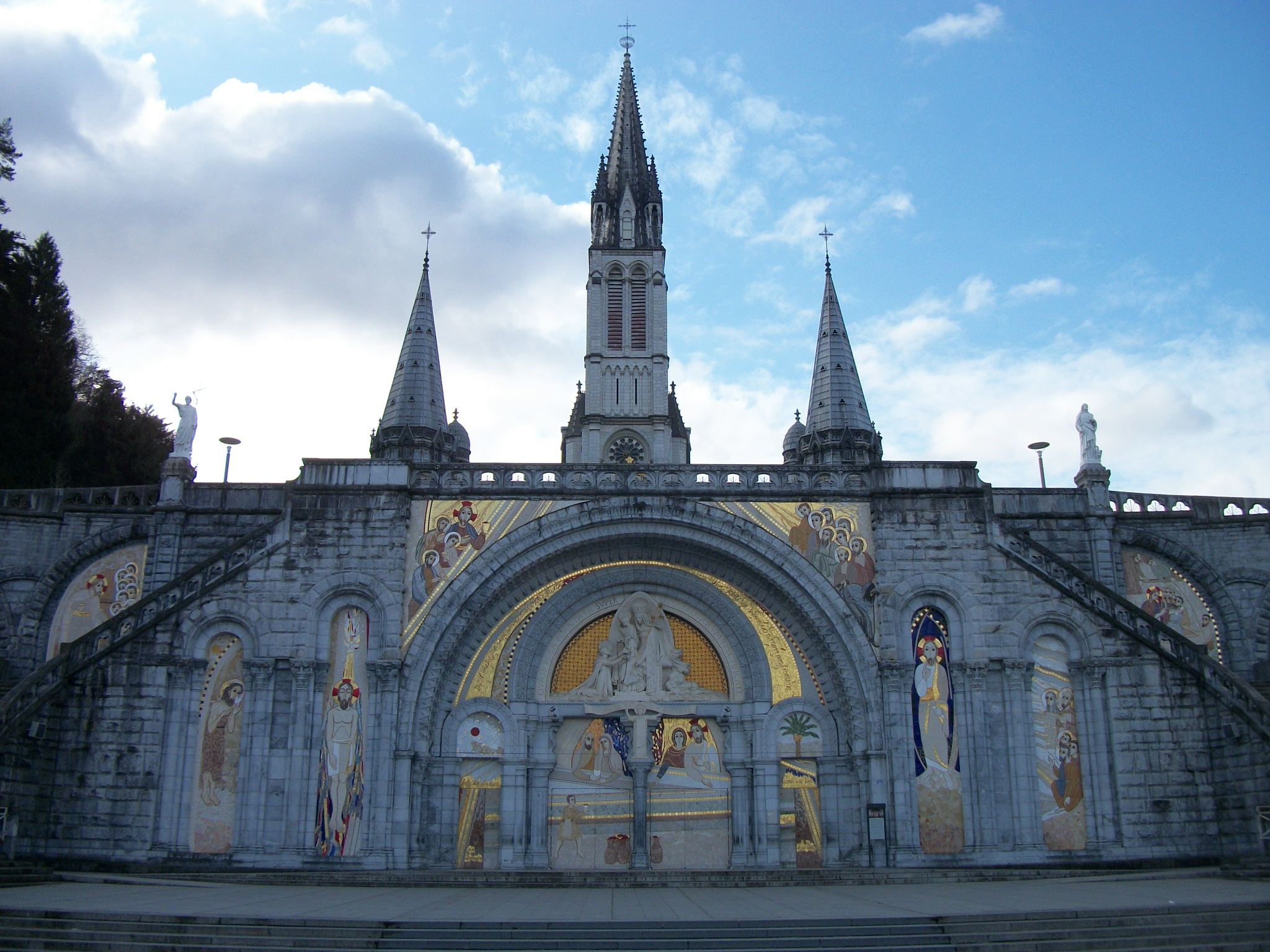
La commune de Lourdes (ici, son sanctuaire) compose en partie le canton de Lourdes-1.

- Conseillers sortants : Adeline Ayela et José Marthe (LR).
- Population légale en 2018 : 11 563 habitants.
- Nombre de communes : 11 (+ fraction de Lourdes).

| Candidats                | Candidats                | Partis                   | Nuance                   | Premier tour | Premier tour | Second tour | Second tour |
| Candidats                | Candidats                | Partis                   | Nuance                   | Voix         | %            | Voix        | %           |
| ------------------------ | ------------------------ | ------------------------ | ------------------------ | ------------ | ------------ | ----------- | ----------- |
|                          | Évelyne Laborde          | app PRG                  | DIV                      | 1 829        | 53,54        | 2 202       | 61,42       |
|                          | Thierry Lavit            | app PRG                  | DIV                      | 1 829        | 53,54        | 2 202       | 61,42       |
|                          | Adeline Ayela            | LR                       | DVD                      | 1 057        | 30,94        | 1 383       | 38,58       |
|                          | Christophe Jean-Louis    | LR                       | DVD                      | 1 057        | 30,94        | 1 383       | 38,58       |
|                          | Danielle Jackimowski     | RN                       | RN                       | 530          | 15,52        |             |             |
|                          | Jean-Noël Leffondre      | RN                       | RN                       | 530          | 15,52        |             |             |
|                          |                          |                          |                          |              |              |             |             |
| Suffrages exprimés       | Suffrages exprimés       | Suffrages exprimés       | Suffrages exprimés       | 3 416        | 93,56        | 3 585       | 91,62       |
| Votes blancs             | Votes blancs             | Votes blancs             | Votes blancs             | 130          | 3,56         | 157         | 4,01        |
| Votes nuls               | Votes nuls               | Votes nuls               | Votes nuls               | 105          | 2,88         | 171         | 4,37        |
| Total                    | Total                    | Total                    | Total                    | 3 651        | 100          | 3 913       | 100         |
| Abstention               | Abstention               | Abstention               | Abstention               | 5 773        | 61,26        | 5 513       | 58,49       |
| Inscrits / participation | Inscrits / participation | Inscrits / participation | Inscrits / participation | 9 424        | 38,74        | 9 426       | 41,51       |

### Canton de Lourdes-2

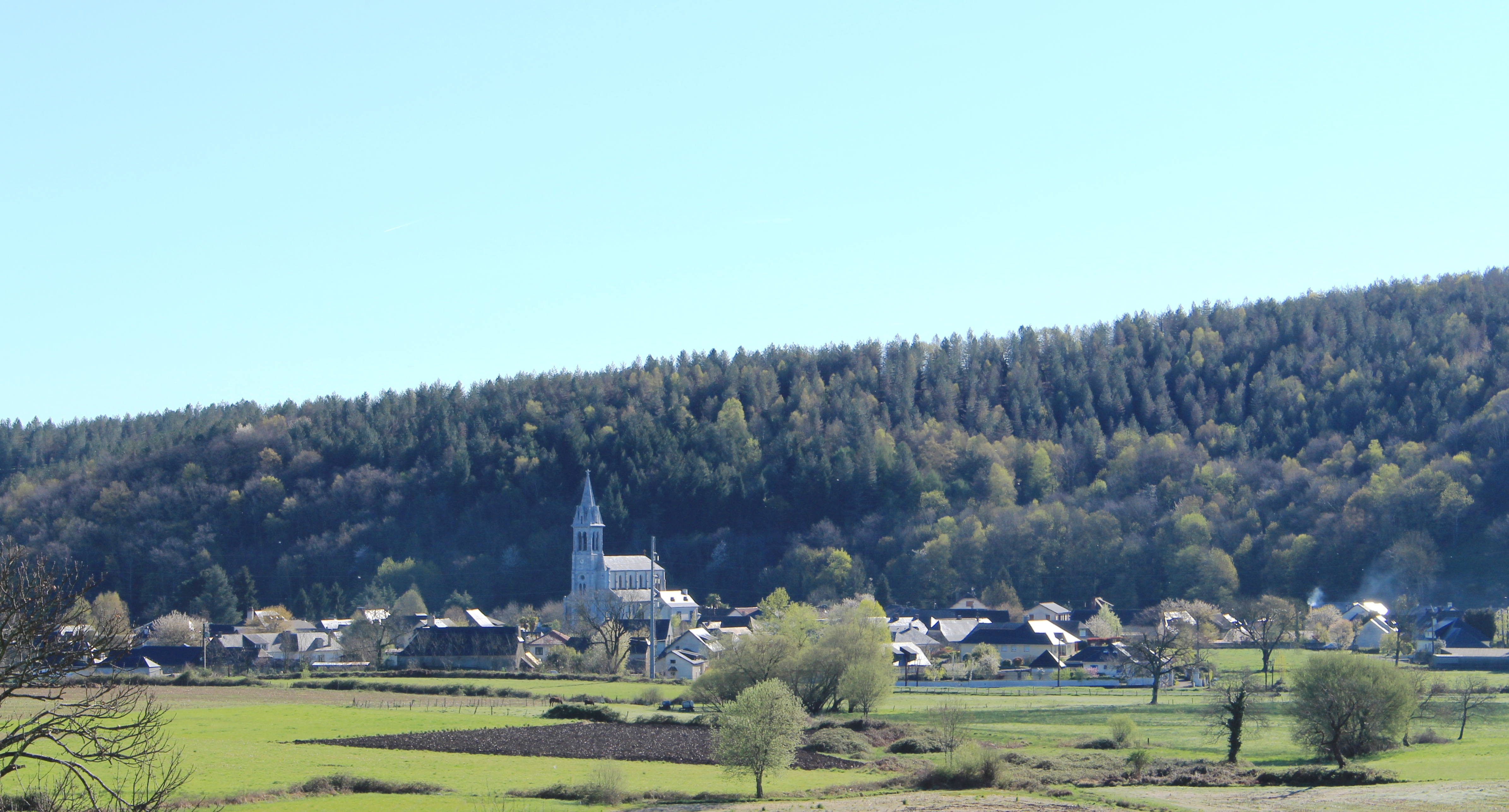
Le canton de Lourdes-2 est notamment composé de la commune d'Adé.

- Conseillers sortants : Josette Bourdeu et Bruno Vinuales (PRG).
- Population légale en 2018 : 10 447 habitants.
- Nombre de communes : 27 (+ fraction de Lourdes).

| Candidats                | Candidats                | Partis                   | Nuance                   | Premier tour | Premier tour | Second tour | Second tour |
| Candidats                | Candidats                | Partis                   | Nuance                   | Voix         | %            | Voix        | %           |
| ------------------------ | ------------------------ | ------------------------ | ------------------------ | ------------ | ------------ | ----------- | ----------- |
|                          | Stéphane Peyras          | app PRG                  | DIV                      | 1 072        | 35,84        | 1 566       | 50,89       |
|                          | Marie Plane              | DVD                      | DIV                      | 1 072        | 35,84        | 1 566       | 50,89       |
|                          | Marie-Christine Assouère | DVD                      | DVC                      | 1 111        | 37,14        | 1 511       | 49,11       |
|                          | Bruno Vinuales           | PRG                      | DVC                      | 1 111        | 37,14        | 1 511       | 49,11       |
|                          | Jean-Pierre Fabre        | RN                       | RN                       | 515          | 17,22        |             |             |
|                          | Laurence Monteil         | RN                       | RN                       | 515          | 17,22        |             |             |
|                          | Christian Agius          | app EÉLV                 | DIV                      | 293          | 9,80         |             |             |
|                          | Marjorie Dabat-Moutel    | DVG                      | DIV                      | 293          | 9,80         |             |             |
|                          |                          |                          |                          |              |              |             |             |
| Suffrages exprimés       | Suffrages exprimés       | Suffrages exprimés       | Suffrages exprimés       | 2 991        | 91,97        | 3 077       | 89,50       |
| Votes blancs             | Votes blancs             | Votes blancs             | Votes blancs             | 160          | 4,92         | 210         | 6,11        |
| Votes nuls               | Votes nuls               | Votes nuls               | Votes nuls               | 101          | 3,11         | 151         | 4,39        |
| Total                    | Total                    | Total                    | Total                    | 3 252        | 100          | 3 438       | 100         |
| Abstention               | Abstention               | Abstention               | Abstention               | 4 395        | 57,47        | 4 209       | 55,04       |
| Inscrits / participation | Inscrits / participation | Inscrits / participation | Inscrits / participation | 7 647        | 42,53        | 7 647       | 44,96       |

### Canton du Moyen Adour

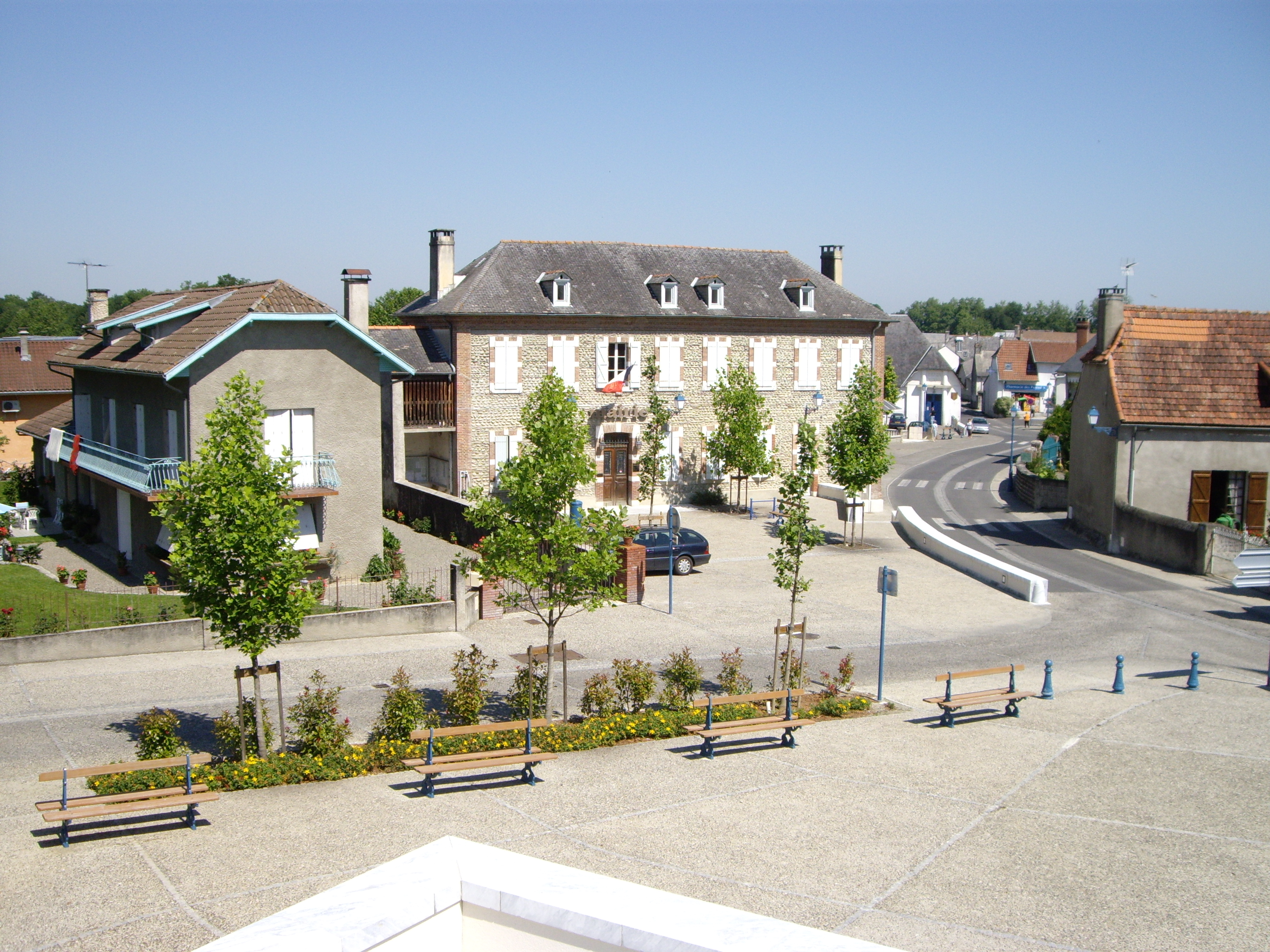
Odos (ici, sa mairie) est la deuxième commune la plus peuplée du canton du Moyen Adour.

- Conseillers sortants : Isabelle Loubradou et Jean-Christian Pedeboy (PS et PRG).
- Population légale en 2018 : 14 956 habitants.
- Nombre de communes : 15

| Candidats                | Candidats                | Partis                   | Nuance                   | Premier tour | Premier tour | Second tour | Second tour |
| Candidats                | Candidats                | Partis                   | Nuance                   | Voix         | %            | Voix        | %           |
| ------------------------ | ------------------------ | ------------------------ | ------------------------ | ------------ | ------------ | ----------- | ----------- |
|                          | Geneviève Quertaimont    | DVD                      | DIV                      | 2 275        | 50,94        | 2 509       | 50,01       |
|                          | Jean-Michel Ségneré      | LR                       | DIV                      | 2 275        | 50,94        | 2 509       | 50,01       |
|                          | Isabelle Loubradou       | PS                       | DVG                      | 2 191        | 49,06        | 2 508       | 49,99       |
|                          | Yves Loupret             | DVG                      | DVG                      | 2 191        | 49,06        | 2 508       | 49,99       |
|                          |                          |                          |                          |              |              |             |             |
| Suffrages exprimés       | Suffrages exprimés       | Suffrages exprimés       | Suffrages exprimés       | 4 466        | 94,40        | 5 017       | 95,98       |
| Votes blancs             | Votes blancs             | Votes blancs             | Votes blancs             | 152          | 3,21         | 116         | 2,22        |
| Votes nuls               | Votes nuls               | Votes nuls               | Votes nuls               | 113          | 2,39         | 94          | 1,80        |
| Total                    | Total                    | Total                    | Total                    | 4 731        | 100          | 5 227       | 100         |
| Abstention               | Abstention               | Abstention               | Abstention               | 7 315        | 60,73        | 6 825       | 56,63       |
| Inscrits / participation | Inscrits / participation | Inscrits / participation | Inscrits / participation | 12 046       | 39,27        | 12 052      | 43,37       |

### Canton de Neste, Aure et Louron

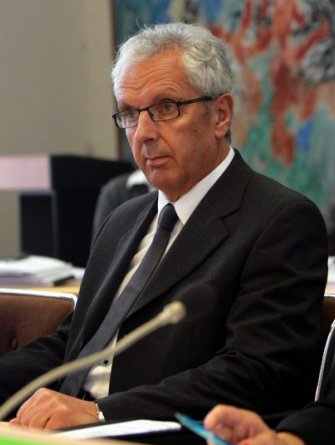
Michel Pélieu, président sortant du conseil départemental des Hautes-Pyrénées, est réélu dès le 1er tour dans le canton de Neste, Aure et Louron, avec son binôme Maryse Beyrié.

- Conseillers sortants : Maryse Beyrié et Michel Pélieu (PS et PRG).
- Population légale en 2018 : 12 325 habitants.
- Nombre de communes : 61

| Candidats                | Candidats                | Partis                   | Nuance                   | Premier tour | Premier tour |
| Candidats                | Candidats                | Partis                   | Nuance                   | Voix         | %            |
| ------------------------ | ------------------------ | ------------------------ | ------------------------ | ------------ | ------------ |
|                          | Maryse Beyrié            | PS                       | DVG                      | 3 338        | 76,88        |
|                          | Michel Pélieu            | PRG                      | DVG                      | 3 338        | 76,88        |
|                          | Pascal Lachaud           | PCF                      | DVG                      | 1 004        | 23,12        |
|                          | Emmanuelle Mosca         | app PCF                  | DVG                      | 1 004        | 23,12        |
|                          |                          |                          |                          |              |              |
| Suffrages exprimés       | Suffrages exprimés       | Suffrages exprimés       | Suffrages exprimés       | 4 342        | 89,86        |
| Votes blancs             | Votes blancs             | Votes blancs             | Votes blancs             | 280          | 5,79         |
| Votes nuls               | Votes nuls               | Votes nuls               | Votes nuls               | 210          | 4,35         |
| Total                    | Total                    | Total                    | Total                    | 4 832        | 100          |
| Abstention               | Abstention               | Abstention               | Abstention               | 5 494        | 53,21        |
| Inscrits / participation | Inscrits / participation | Inscrits / participation | Inscrits / participation | 10 326       | 46,79        |

### Canton d'Ossun

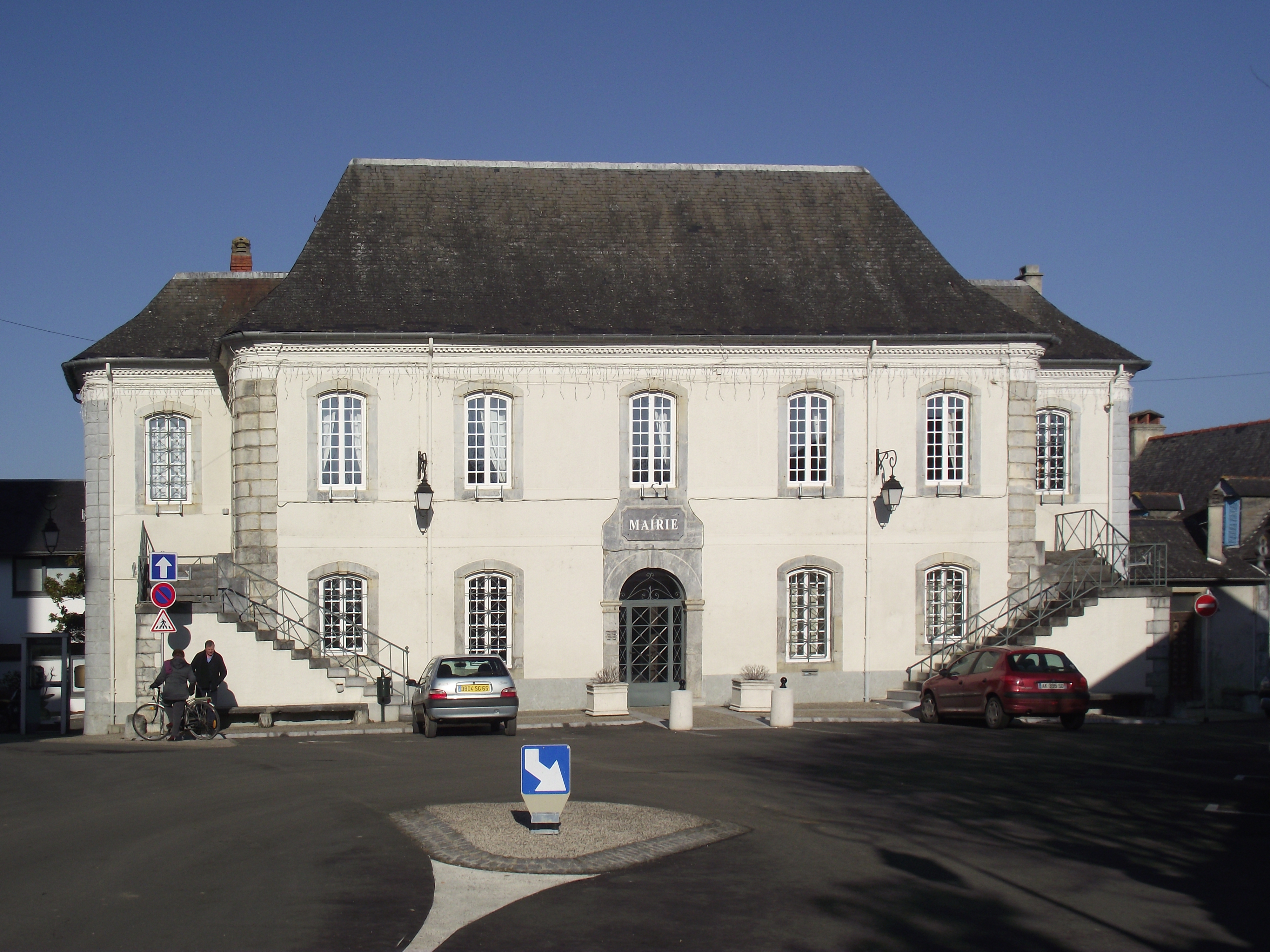
La commune d'Ossun est le bureau centralisateur du canton du même nom.

- Conseillers sortants : Georges Astuguevieille et Catherine Villegas (DVD).
- Population légale en 2018 : 13 161 habitants.
- Nombre de communes : 17

| Candidats                | Candidats                | Partis                   | Nuance                   | Premier tour | Premier tour | Second tour | Second tour |
| Candidats                | Candidats                | Partis                   | Nuance                   | Voix         | %            | Voix        | %           |
| ------------------------ | ------------------------ | ------------------------ | ------------------------ | ------------ | ------------ | ----------- | ----------- |
|                          | Marc Begorre             | DVG                      | DIV                      | 2 478        | 66,47        | 3 159       | 80,22       |
|                          | Marie-Françoise Prugent  | DVG                      | DIV                      | 2 478        | 66,47        | 3 159       | 80,22       |
|                          | Claude Bernard           | RN                       | RN                       | 766          | 20,55        | 779         | 19,78       |
|                          | Sylvie Boulin            | RN                       | RN                       | 766          | 20,55        | 779         | 19,78       |
|                          | Annie Bouhours           | PCF                      | COM                      | 484          | 12,98        |             |             |
|                          | Hervé Buffat             | PCF                      | COM                      | 484          | 12,98        |             |             |
|                          |                          |                          |                          |              |              |             |             |
| Suffrages exprimés       | Suffrages exprimés       | Suffrages exprimés       | Suffrages exprimés       | 3 728        | 92,64        | 3 938       | 92,18       |
| Votes blancs             | Votes blancs             | Votes blancs             | Votes blancs             | 204          | 5,07         | 211         | 4,94        |
| Votes nuls               | Votes nuls               | Votes nuls               | Votes nuls               | 92           | 2,29         | 123         | 2,88        |
| Total                    | Total                    | Total                    | Total                    | 4 024        | 100          | 4 272       | 100         |
| Abstention               | Abstention               | Abstention               | Abstention               | 6 467        | 61,64        | 6 222       | 59,29       |
| Inscrits / participation | Inscrits / participation | Inscrits / participation | Inscrits / participation | 10 491       | 38,36        | 10 494      | 40,71       |

### Canton de Tarbes-1

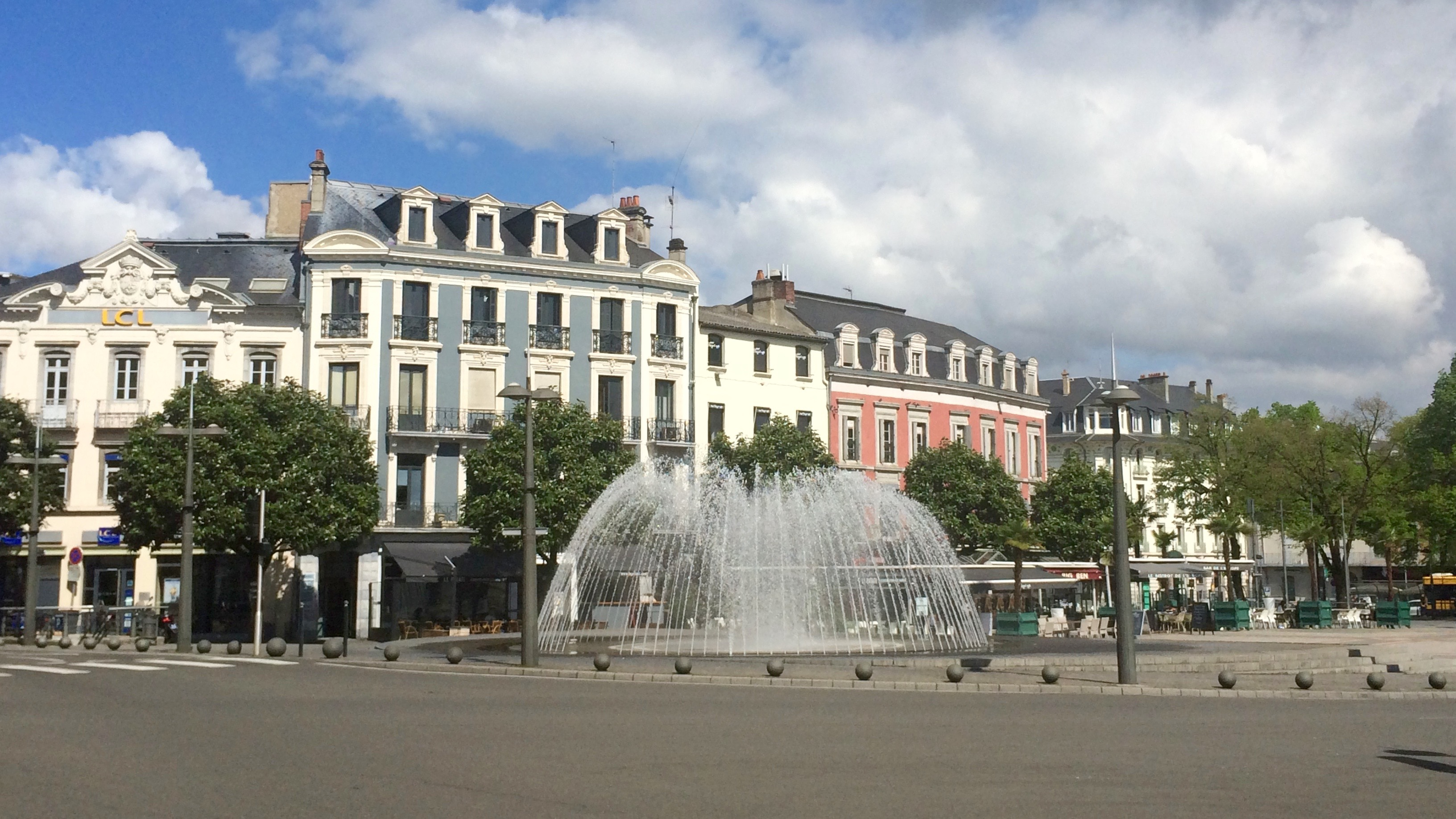
La commune de Tarbes, chef-lieu du département, (ici, la Place Verdun) est partagée en trois cantons.

- Conseillers sortants : Frédéric Laval et Virginie Siani Wembou (LREM).
- Population légale en 2018 : 13 891 habitants.
- Nombre de communes : Fraction de Tarbes.

| Candidats                | Candidats                | Partis                   | Nuance                   | Premier tour | Premier tour | Second tour | Second tour |
| Candidats                | Candidats                | Partis                   | Nuance                   | Voix         | %            | Voix        | %           |
| ------------------------ | ------------------------ | ------------------------ | ------------------------ | ------------ | ------------ | ----------- | ----------- |
|                          | Frédéric Laval           | LREM                     | DVC                      | 562          | 24,65        | 1 139       | 51,99       |
|                          | Virginie Siani Wembou    | LREM                     | DVC                      | 562          | 24,65        | 1 139       | 51,99       |
|                          | Christophe Cavaillès     | PS                       | UGE                      | 598          | 26,23        | 1 052       | 48,01       |
|                          | Héloïse Dasse            | PCF                      | UGE                      | 598          | 26,23        | 1 052       | 48,01       |
|                          | Carole Gavigniaux        | LR                       | DVD                      | 457          | 20,04        |             |             |
|                          | Éric Peyregne            | LR                       | DVD                      | 457          | 20,04        |             |             |
|                          | Myriam Lescloupe         | RN                       | RN                       | 407          | 17,85        |             |             |
|                          | Olivier Monteil          | RN                       | RN                       | 407          | 17,85        |             |             |
|                          | Marie-Hélène Bru-Dure    | DIV                      | DIV                      | 256          | 11,23        |             |             |
|                          | Michael Ducrocq          | DIV                      | DIV                      | 256          | 11,23        |             |             |
|                          |                          |                          |                          |              |              |             |             |
| Suffrages exprimés       | Suffrages exprimés       | Suffrages exprimés       | Suffrages exprimés       | 2 280        | 95,84        | 2 191       | 89,57       |
| Votes blancs             | Votes blancs             | Votes blancs             | Votes blancs             | 64           | 2,69         | 162         | 6,62        |
| Votes nuls               | Votes nuls               | Votes nuls               | Votes nuls               | 35           | 1,47         | 93          | 3,80        |
| Total                    | Total                    | Total                    | Total                    | 2 379        | 100          | 2 446       | 100         |
| Abstention               | Abstention               | Abstention               | Abstention               | 6 424        | 72,98        | 6 361       | 72,23       |
| Inscrits / participation | Inscrits / participation | Inscrits / participation | Inscrits / participation | 8 803        | 27,02        | 8 807       | 27,77       |

### Canton de Tarbes-2

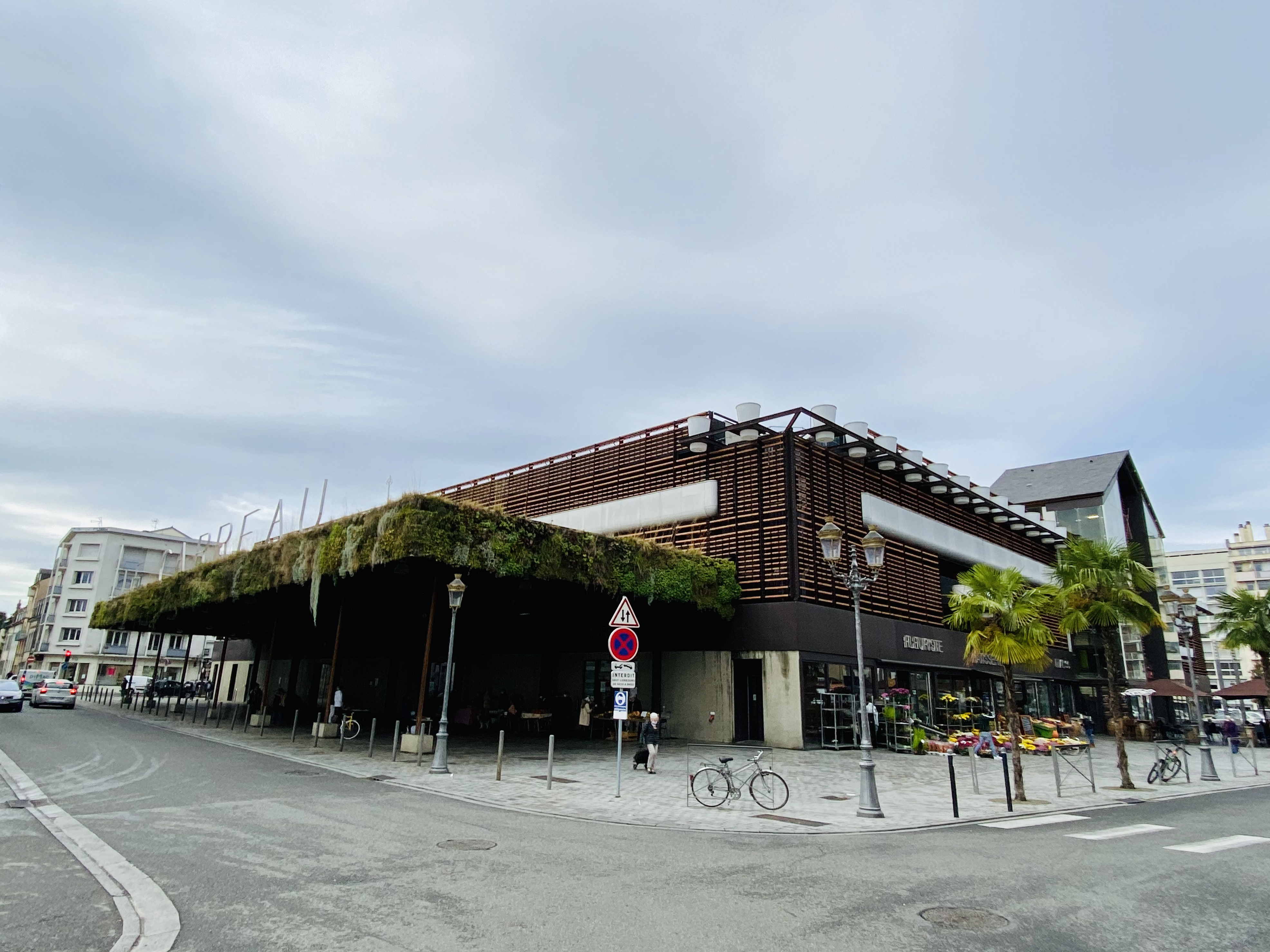
La commune de Tarbes, chef-lieu du département, (ici, la Halle Brauhauban) est partagée en trois cantons.

- Conseillers sortants : Gilles Craspay et Andrée Doubrere (MR et LR).
- Population légale en 2018 : 14 095 habitants.
- Nombre de communes : Fraction de Tarbes.

| Candidats                | Candidats                | Partis                   | Nuance                   | Premier tour | Premier tour | Second tour | Second tour |
| Candidats                | Candidats                | Partis                   | Nuance                   | Voix         | %            | Voix        | %           |
| ------------------------ | ------------------------ | ------------------------ | ------------------------ | ------------ | ------------ | ----------- | ----------- |
|                          | Gilles Craspay           | MR                       | DVD                      | 1 145        | 42,92        | 1 600       | 59,00       |
|                          | Andrée Doubrère          | LR                       | DVD                      | 1 145        | 42,92        | 1 600       | 59,00       |
|                          | Cathy Laüt               | G.s                      | UGE                      | 753          | 28,22        | 1 112       | 41,00       |
|                          | Laurent Rougé            | LFI                      | UGE                      | 753          | 28,22        | 1 112       | 41,00       |
|                          | Alain Duran              | RN                       | RN                       | 464          | 17,39        |             |             |
|                          | Michelle Fau             | RN                       | RN                       | 464          | 17,39        |             |             |
|                          | Sélim Dagdag             | DIV                      | DIV                      | 306          | 11,47        |             |             |
|                          | Déborah Fournier         | DIV                      | DIV                      | 306          | 11,47        |             |             |
|                          |                          |                          |                          |              |              |             |             |
| Suffrages exprimés       | Suffrages exprimés       | Suffrages exprimés       | Suffrages exprimés       | 2 668        | 94,78        | 2 712       | 92,18       |
| Votes blancs             | Votes blancs             | Votes blancs             | Votes blancs             | 94           | 3,34         | 137         | 4,66        |
| Votes nuls               | Votes nuls               | Votes nuls               | Votes nuls               | 53           | 1,88         | 93          | 3,16        |
| Total                    | Total                    | Total                    | Total                    | 2 815        | 100          | 2 942       | 100         |
| Abstention               | Abstention               | Abstention               | Abstention               | 6 607        | 70,12        | 6 481       | 68,78       |
| Inscrits / participation | Inscrits / participation | Inscrits / participation | Inscrits / participation | 9 422        | 29,88        | 9 423       | 31,22       |

### Canton de Tarbes-3

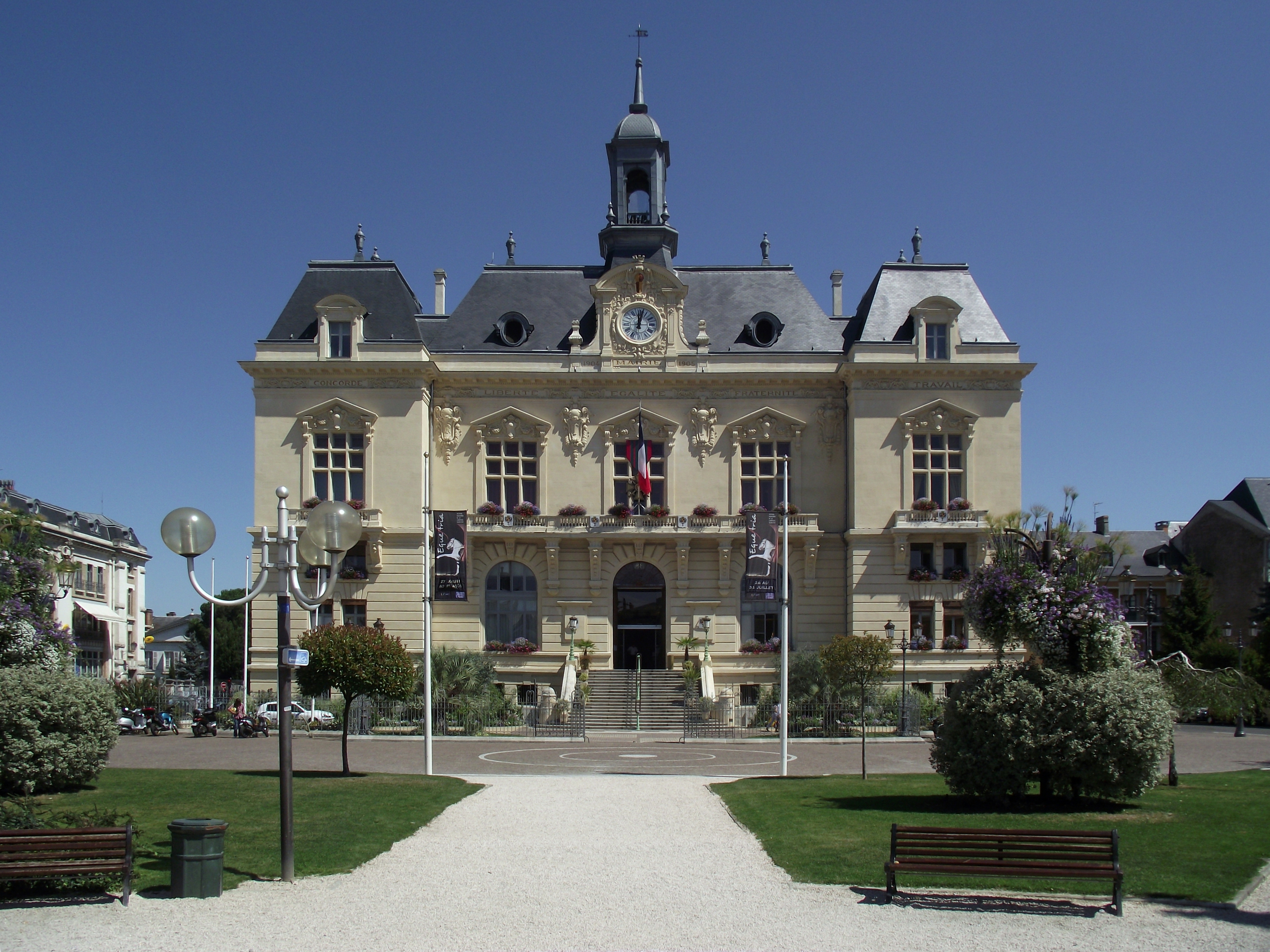
La commune de Tarbes, chef-lieu du département, (ici, sa mairie) est partagée en trois cantons.

- Conseillers sortants : Laurence Ancien et David Larrazabal (UDI et LR).
- Population légale en 2018 : 14 440 habitants.
- Nombre de communes : Fraction de Tarbes.

| Candidats                | Candidats                | Partis                   | Nuance                   | Premier tour | Premier tour | Second tour | Second tour |
| Candidats                | Candidats                | Partis                   | Nuance                   | Voix         | %            | Voix        | %           |
| ------------------------ | ------------------------ | ------------------------ | ------------------------ | ------------ | ------------ | ----------- | ----------- |
|                          | Laurence Ancien          | UDI                      | DVD                      | 722          | 32,83        | 1 260       | 53,85       |
|                          | David Larrazabal         | LR                       | DVD                      | 722          | 32,83        | 1 260       | 53,85       |
|                          | Manon Burgan             | PS                       | UGE                      | 782          | 35,56        | 1 080       | 46,15       |
|                          | Henri Lourdou            | EÉLV                     | UGE                      | 782          | 35,56        | 1 080       | 46,15       |
|                          | Nathalie Durannel        | RN                       | RN                       | 386          | 17,55        |             |             |
|                          | Jérémy Legodec           | RN                       | RN                       | 386          | 17,55        |             |             |
|                          | Dominique Arberet        | DIV                      | DIV                      | 309          | 14,05        |             |             |
|                          | Melyssa Courtade         | DIV                      | DIV                      | 309          | 14,05        |             |             |
|                          |                          |                          |                          |              |              |             |             |
| Suffrages exprimés       | Suffrages exprimés       | Suffrages exprimés       | Suffrages exprimés       | 2 199        | 94,50        | 2 340       | 92,75       |
| Votes blancs             | Votes blancs             | Votes blancs             | Votes blancs             | 78           | 3,35         | 93          | 3,69        |
| Votes nuls               | Votes nuls               | Votes nuls               | Votes nuls               | 50           | 2,15         | 90          | 3,57        |
| Total                    | Total                    | Total                    | Total                    | 2 327        | 100          | 2 523       | 100         |
| Abstention               | Abstention               | Abstention               | Abstention               | 5 933        | 71,83        | 5 740       | 69,47       |
| Inscrits / participation | Inscrits / participation | Inscrits / participation | Inscrits / participation | 8 260        | 28,17        | 8 263       | 30,53       |

### Canton du Val d'Adour-Rustan-Madiranais

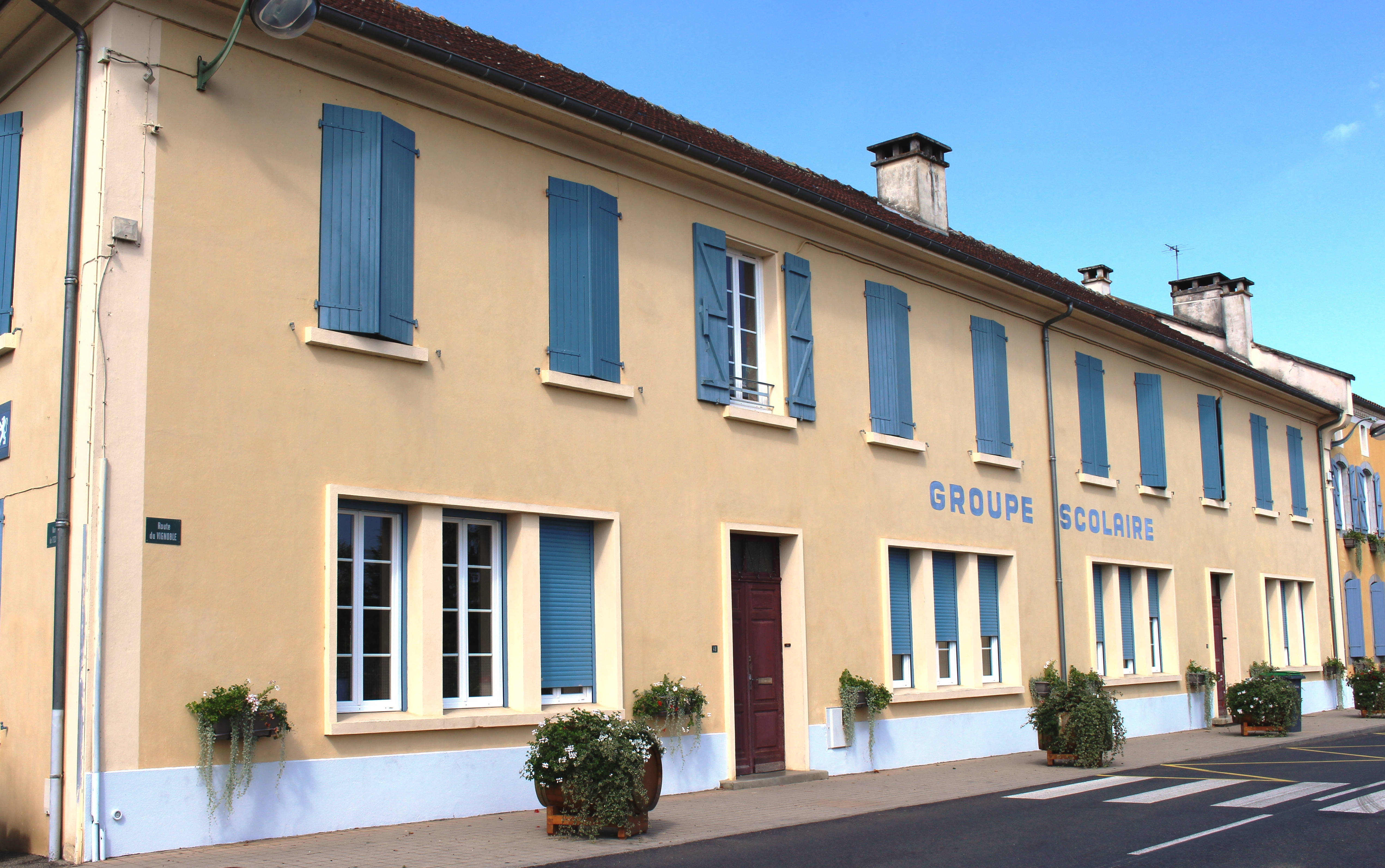
La commune de Madiran (ici, son école), fait partie du canton du Val d'Adour-Rustan-Madiranais.

- Conseillers sortants : Christiane Autigeon et Jean Guilhas (PS).
- Population légale en 2018 : 12 003 habitants.
- Nombre de communes : 43

| Candidats                | Candidats                | Partis                   | Nuance                   | Premier tour | Premier tour |
| Candidats                | Candidats                | Partis                   | Nuance                   | Voix         | %            |
| ------------------------ | ------------------------ | ------------------------ | ------------------------ | ------------ | ------------ |
|                          | Frédéric Ré              | DVG                      | DIV                      | 2 402        | 61,92        |
|                          | Véronique Thirault       | DVG                      | DIV                      | 2 402        | 61,92        |
|                          | Marie-Christine Sorin    | RN                       | RN                       | 701          | 18,07        |
|                          | Bruno Vincendeau         | RN                       | RN                       | 701          | 18,07        |
|                          | Alexis Bonnargent        | PCF                      | COM                      | 549          | 14,15        |
|                          | Alexandra Château-Ferré  | PCF                      | COM                      | 549          | 14,15        |
|                          | Hélène Andrillon         | LFI                      | FI                       | 227          | 5,85         |
|                          | Charles Rocheteau        | LFI                      | FI                       | 227          | 5,85         |
|                          |                          |                          |                          |              |              |
| Suffrages exprimés       | Suffrages exprimés       | Suffrages exprimés       | Suffrages exprimés       | 3 879        | 94,82        |
| Votes blancs             | Votes blancs             | Votes blancs             | Votes blancs             | 127          | 3,10         |
| Votes nuls               | Votes nuls               | Votes nuls               | Votes nuls               | 85           | 2,08         |
| Total                    | Total                    | Total                    | Total                    | 4 091        | 100          |
| Abstention               | Abstention               | Abstention               | Abstention               | 5 396        | 56,88        |
| Inscrits / participation | Inscrits / participation | Inscrits / participation | Inscrits / participation | 9 487        | 43,12        |

### Canton de la Vallée de l'Arros et des Baïses

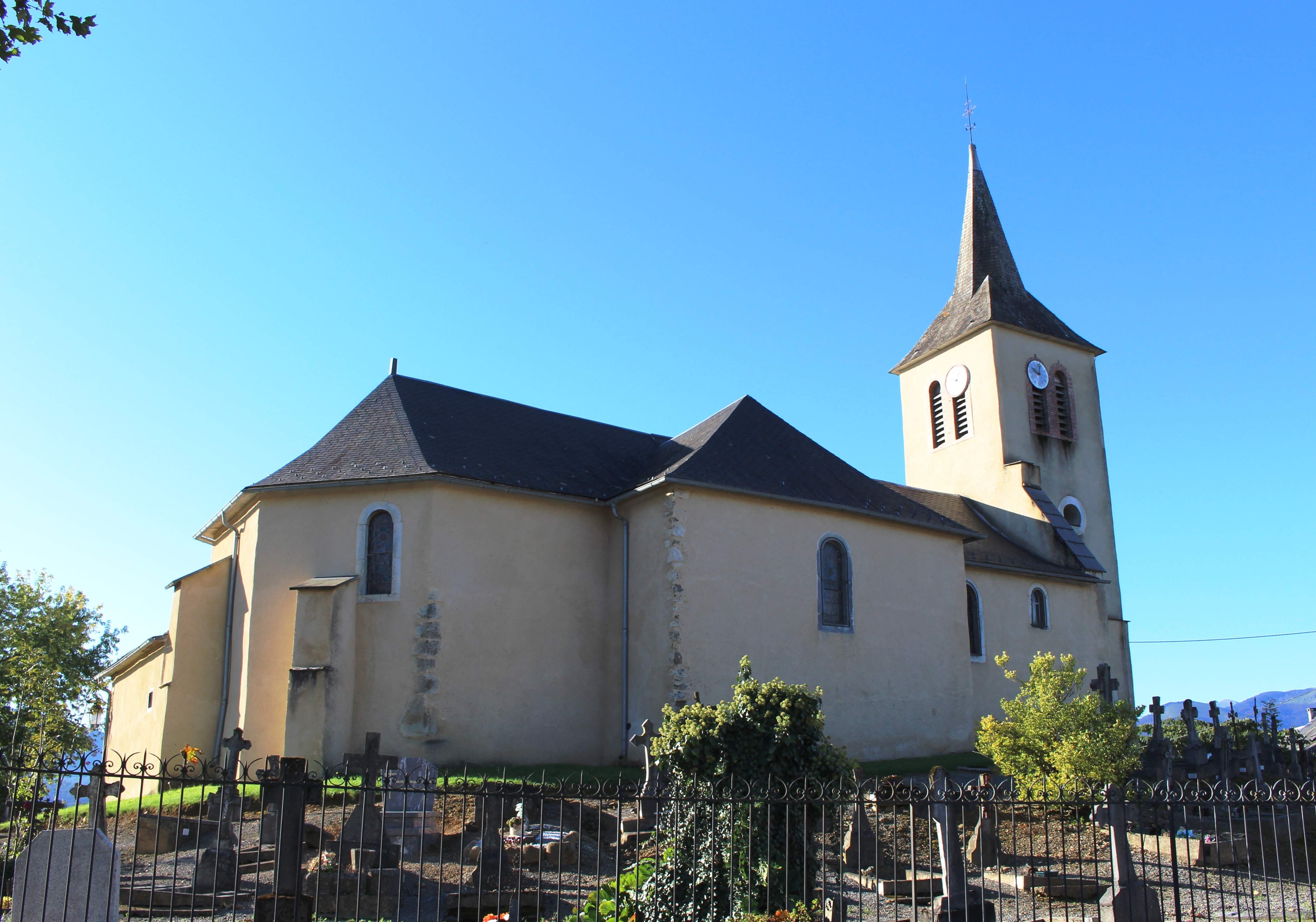
Le canton de la Vallée de l'Arros et des Baïses est notamment composé de la commune de Tilhouse (ici, son église).

- Conseillers sortants : Joëlle Abadie et André Fourcade (PS et PRG).
- Population légale en 2018 : 12 225 habitants.
- Nombre de communes : 70

| Candidats                | Candidats                | Partis                   | Nuance                   | Premier tour | Premier tour |
| Candidats                | Candidats                | Partis                   | Nuance                   | Voix         | %            |
| ------------------------ | ------------------------ | ------------------------ | ------------------------ | ------------ | ------------ |
|                          | Joëlle Abadie            | PS                       | UG                       | 3 594        | 80,60        |
|                          | Nicolas Datas-Tapie      | DVG                      | UG                       | 3 594        | 80,60        |
|                          | Hervé Carrère            | DVG                      | DVG                      | 865          | 19,40        |
|                          | Maya Paquereau           | DVG                      | DVG                      | 865          | 19,40        |
|                          |                          |                          |                          |              |              |
| Suffrages exprimés       | Suffrages exprimés       | Suffrages exprimés       | Suffrages exprimés       | 4 459        | 89,34        |
| Votes blancs             | Votes blancs             | Votes blancs             | Votes blancs             | 331          | 6,33         |
| Votes nuls               | Votes nuls               | Votes nuls               | Votes nuls               | 201          | 4,03         |
| Total                    | Total                    | Total                    | Total                    | 4 991        | 100          |
| Abstention               | Abstention               | Abstention               | Abstention               | 5 359        | 51,78        |
| Inscrits / participation | Inscrits / participation | Inscrits / participation | Inscrits / participation | 10 350       | 48,22        |

### Canton de la Vallée de la Barousse

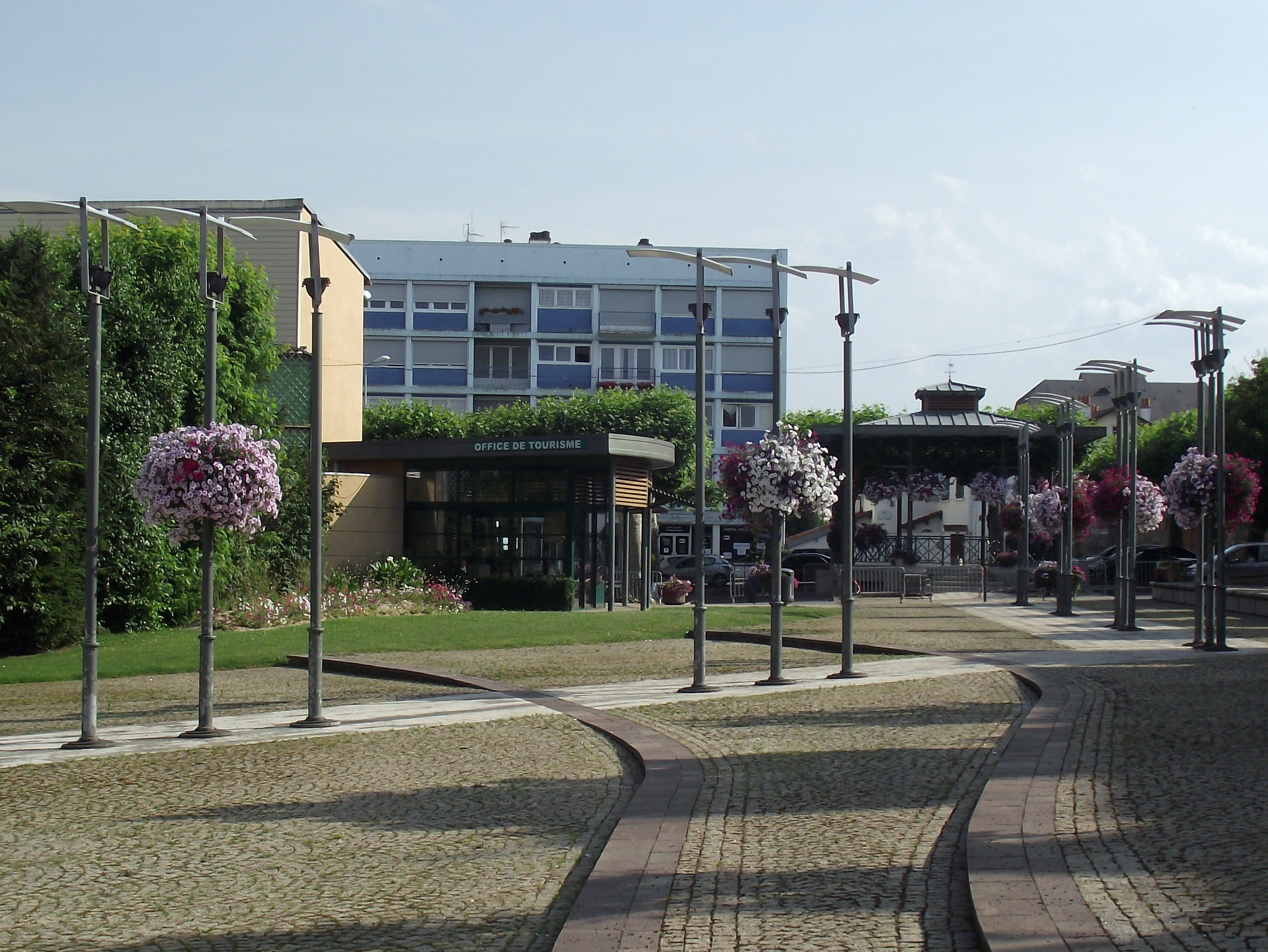
La commune de Lannemezan (ici, la Place des Droits de l'Homme et du Citoyen) est le bureau centralisateur du canton de la Vallée de la Barousse.

- Conseillers sortants : Laurent Lages et Pascale Peraldi (PRG).
- Population légale en 2018 : 15 340 habitants.
- Nombre de communes : 52

| Candidats                | Candidats                | Partis                   | Nuance                   | Premier tour | Premier tour | Second tour | Second tour |
| Candidats                | Candidats                | Partis                   | Nuance                   | Voix         | %            | Voix        | %           |
| ------------------------ | ------------------------ | ------------------------ | ------------------------ | ------------ | ------------ | ----------- | ----------- |
|                          | Laurent Lages            | PRG                      | RDG                      | 2 492        | 51,73        | 3 070       | 58,41       |
|                          | Pascale Péraldi          | PRG                      | RDG                      | 2 492        | 51,73        | 3 070       | 58,41       |
|                          | Bernard Plano            | PS                       | SOC                      | 1 860        | 38,61        | 2 186       | 41,59       |
|                          | Valérie Pomies           | PS                       | SOC                      | 1 860        | 38,61        | 2 186       | 41,59       |
|                          | Fabienne Biran           | PCF                      | COM                      | 465          | 9,65         |             |             |
|                          | Mathieu Oudin            | PCF                      | COM                      | 465          | 9,65         |             |             |
|                          |                          |                          |                          |              |              |             |             |
| Suffrages exprimés       | Suffrages exprimés       | Suffrages exprimés       | Suffrages exprimés       | 4 817        | 93,66        | 5 256       | 92,83       |
| Votes blancs             | Votes blancs             | Votes blancs             | Votes blancs             | 170          | 3,31         | 224         | 3,96        |
| Votes nuls               | Votes nuls               | Votes nuls               | Votes nuls               | 156          | 3,03         | 182         | 3,21        |
| Total                    | Total                    | Total                    | Total                    | 5 143        | 100          | 5 662       | 100         |
| Abstention               | Abstention               | Abstention               | Abstention               | 6 597        | 56,19        | 6 079       | 51,78       |
| Inscrits / participation | Inscrits / participation | Inscrits / participation | Inscrits / participation | 11 740       | 43,81        | 11 741      | 48,22       |

### Canton de la Vallée des Gaves

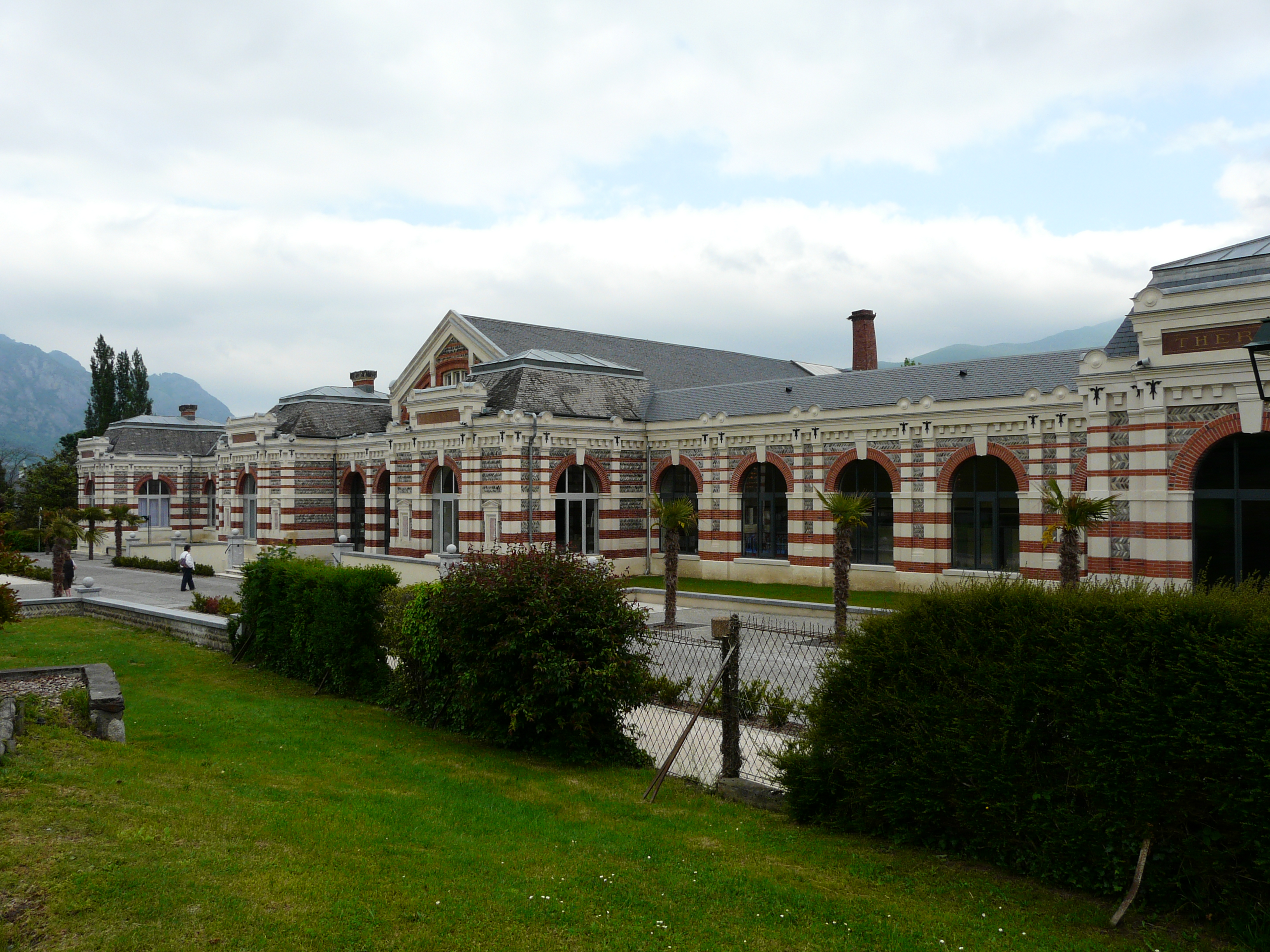
Argelès-Gazost (ici, ses thermes) est la commune la plus peuplée du canton de la Vallée des Gaves.

- Conseillers sortants : Louis Armary et Chantal Robin-Rodrigo (PRG).
- Population légale en 2018 : 15 495 habitants.
- Nombre de communes : 48

| Candidats                | Candidats                | Partis                   | Nuance                   | Premier tour | Premier tour |
| Candidats                | Candidats                | Partis                   | Nuance                   | Voix         | %            |
| ------------------------ | ------------------------ | ------------------------ | ------------------------ | ------------ | ------------ |
|                          | Louis Armary             | PRG                      | RDG                      | 3 537        | 65,55        |
|                          | Maryse Carrère           | PRG                      | RDG                      | 3 537        | 65,55        |
|                          | Élodie Sonet             | LR                       | LR                       | 747          | 13,84        |
|                          | Mathieu Varis            | LR                       | LR                       | 747          | 13,84        |
|                          | Régine Flament           | LFI                      | FI                       | 734          | 13,60        |
|                          | Jean-Benoît Gosse        | LFI                      | FI                       | 734          | 13,60        |
|                          | Mathilde André           | DIV                      | DIV                      | 378          | 7,01         |
|                          | Didier Laurens           | DIV                      | DIV                      | 378          | 7,01         |
|                          |                          |                          |                          |              |              |
| Suffrages exprimés       | Suffrages exprimés       | Suffrages exprimés       | Suffrages exprimés       | 5 396        | 92,54        |
| Votes blancs             | Votes blancs             | Votes blancs             | Votes blancs             | 302          | 5,18         |
| Votes nuls               | Votes nuls               | Votes nuls               | Votes nuls               | 133          | 2,28         |
| Total                    | Total                    | Total                    | Total                    | 5 831        | 100          |
| Abstention               | Abstention               | Abstention               | Abstention               | 7 858        | 57,40        |
| Inscrits / participation | Inscrits / participation | Inscrits / participation | Inscrits / participation | 13 689       | 42,60        |

### Canton de Vic-en-Bigorre

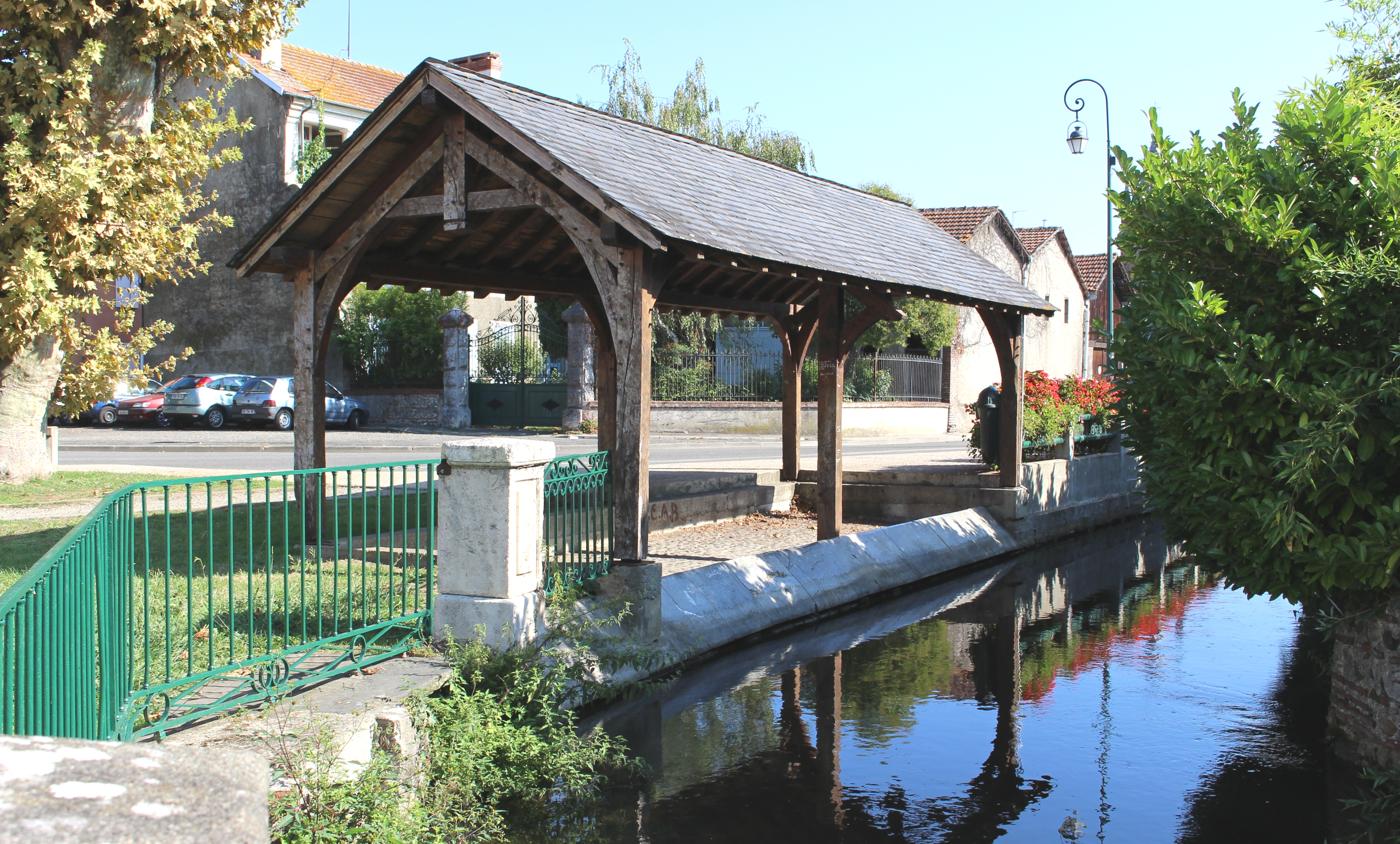
Vic-en-Bigorre (ici, son lavoir) est le bureau centralisateur du canton éponyme.

- Conseillers sortants : Isabelle Lafourcade et Bernard Poublan (PRG).
- Population légale en 2018 : 12 183 habitants.
- Nombre de communes : 22

| Candidats                | Candidats                   | Partis                   | Nuance                   | Premier tour | Premier tour | Second tour | Second tour |
| Candidats                | Candidats                   | Partis                   | Nuance                   | Voix         | %            | Voix        | %           |
| ------------------------ | --------------------------- | ------------------------ | ------------------------ | ------------ | ------------ | ----------- | ----------- |
|                          | Isabelle Lafourcade         | PRG                      | DVG                      | 1 672        | 47,64        | 2 335       | 69,16       |
|                          | Bernard Poublan             | PRG                      | DVG                      | 1 672        | 47,64        | 2 335       | 69,16       |
|                          | Céline Boisseau-Deschouarts | DVD                      | DIV                      | 673          | 19,17        | 1 041       | 30,84       |
|                          | Patrick Roucau              | DVD                      | DIV                      | 673          | 19,17        | 1 041       | 30,84       |
|                          | Christophe Arcas            | RN                       | RN                       | 659          | 18,77        |             |             |
|                          | Marie-Madeleine Rouaix      | RN                       | RN                       | 659          | 18,77        |             |             |
|                          | David Dauzet                | DVG                      | DVG                      | 506          | 14,42        |             |             |
|                          | Corinne Larmito             | DVG                      | DVG                      | 506          | 14,42        |             |             |
|                          |                             |                          |                          |              |              |             |             |
| Suffrages exprimés       | Suffrages exprimés          | Suffrages exprimés       | Suffrages exprimés       | 3 510        | 94,74        | 3 376       | 90,27       |
| Votes blancs             | Votes blancs                | Votes blancs             | Votes blancs             | 123          | 3,32         | 218         | 5,83        |
| Votes nuls               | Votes nuls                  | Votes nuls               | Votes nuls               | 72           | 1,94         | 146         | 3,90        |
| Total                    | Total                       | Total                    | Total                    | 3 705        | 100          | 3 740       | 100         |
| Abstention               | Abstention                  | Abstention               | Abstention               | 5 881        | 61,35        | 5 850       | 61,00       |
| Inscrits / participation | Inscrits / participation    | Inscrits / participation | Inscrits / participation | 9 586        | 38,65        | 9 590       | 39,00       |